# ورزش در افغانستان

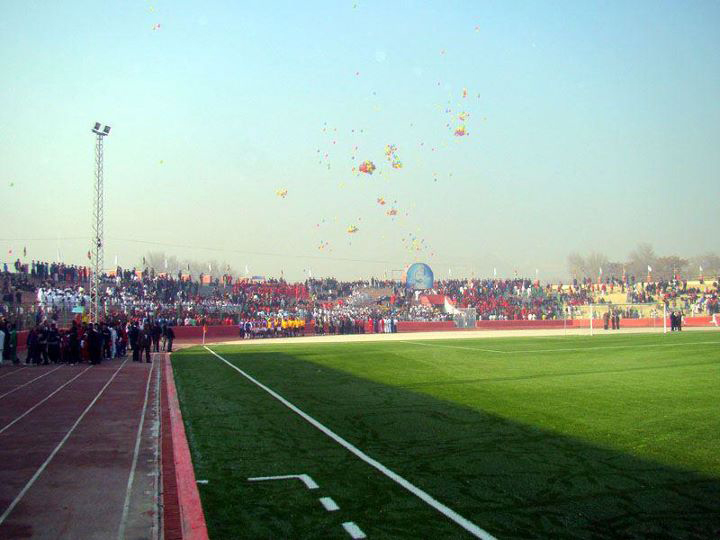
ورزشگاه غازی یا ورزشگاه مرکزی افغانستان در دسامبر ۲۰۱۱

تیم ورزشی تکواندو افغانستان

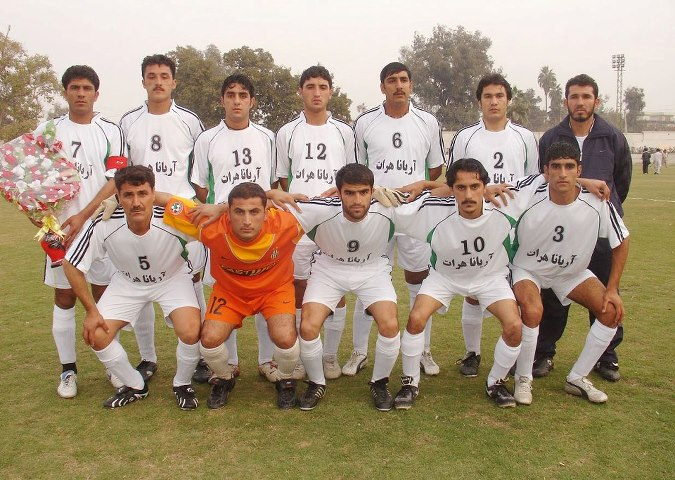
تیم فوتبال آریانا هرات

در افغانستان ورزش‌های ملی و بین‌المللی وجود داشته که برخی از ورزش‌ها پس از سدۀ ۱۸ توسط انگلیسی‌ها و کمیته ملی المپیک افغانستان در کشور مروج شده‌است. زیادترین فعالیت‌های ورزشی را جوانان و نوجوانان به پیش می‌برند. 
همانطوری‌که بازی‌های المپیک باعث گردیده‌است تا هزاران ورزشکار جهان تلاش ورزند تا دراین مسابقات شرکت نموده شهرت و ثروت کسب نمایند. در افغانستان جشن نوروز (میله گل سرخ)، روزهای آزادی و مذهبی مرکز تشویق ورزشکاران افغانستان بوده‌اند. در این روزهای خجسته از طرف شاهان و بزرگان افغان به ورزشکاران انعام داده می‌شد که این انعام تا اکنون دوام دارد.

ورزش‌های ملی افغانستان معمولاً به منظور سلامتی بدن، زیبایی اندام، دفاع از خود، رقابت، کسب سرمایه، شهرت و تفریح مورد استفاده قرار دارد. زیاده مسابقات ورزشی به منظور تجلیل از روزهای خجسته سال و روزهای ملی اجرا می‌شود. ورزش‌های وارد شده قسمت اعظم خاک را پوشانیده است. فوتبال و والیبال و بیلیارد، کریکت، وزنه‌برداری، کونگ‌فو و کاراته در سراسر افغانستان وجود دارد و همه به آن آشنایی دارند.

## تاریخچه ورزش در افغانستان

نشان زنی یکی از سرگرمی‌های بزرگان کابل قدیم بود

فوتو یادگاری ظاهرشاه با گروپ از پلوانان افغان که از رقابت موفقانه برگشته‌اند

حرکات ورزش غیر منظم از قبیل دویدن، شکار نمودن، شنا نمودن، کوه گردی از پیدایش انسان به‌طور طبیعی وجود داشت. اولین رقص منظم در دور آتش توسط آریایها بنا گردید. این ورزش با خواندن سرودها و خوردن شراب سونا اجرا می‌شد. پس از به‌وجود آمدن نیزه، تیرکمان ،تمرینات نشان‌زنی، تمرینات آکروباتیک، کشتی‌گیری و اسپ دوانی جای رقص‌ها را می‌گیرد. با ورود یونانیان در بلخ و ازدواج با رخسانه دختر شاه باختر ورزش‌های منظم، کشتی‌گیری، اسپ دوانی، ورزش‌های آکروباتیک و ژیمناستیک رونق بهتر گرفته و در نوروز مسابقات ورزشی صورت می‌گرفت. پس از مرگ اسکندر رخسانه این قوماندان غرب در انکشاف سپورت و تمدن بلخ سهم ارزنده را گرفت. جشن چهل روزه نوروز بلخ سر آغاز تفریحات و ایام مسابقات ورزش‌های منظم در افغانستان بود که تا اکنون این جشن ادامه دارد. در جشن نوروز مسابقات بزکشی، نیزه بازی، سرکس (ناتک)، اسپ دوانی، بیل بازی، سگ جنگی، صحنه آواز خوانی، شتر جنگی، تخم جنگی، پهلوانی، قوچ جنگی در شهر مزار شریف الی چهل روز دوام دارد. 
پس از قرن ۱۸ مسابقات ورزشی نه تنها اهمیت تربیت بدنی بلکه اهمیت سیاسی واقتصادی را بخود گرفت. در سال ۱۸۳۹ورزش بیسبال (توپ دنده) و کرکت توسط انگلیس‌ها در افغانستان مروج گشت؛ ولی بزودی از طرف ملا ایمامان بازی کرکت ممنوع قرار داده شد. پس از قرن ۱۹ورزش‌های فوتبال والیبال بسکتبال در مکاتب به حیث مضمون رسمی تدریس داده شد. در سال ۱۹۲۳ غازی ستدیم از طرف شاه امان‌اله افتتاح گردید. در سال ۱۹۳۳ فدراسیون فوتبال در افغانستان تأسیس گردیده افغانستان دارای تیم ملی فوتبال شد. برای اولین بار تیم افغانستان در بازهای المپیک سال ۱۹۳۶ شرکت جست. اولین مسابقه بین‌المللی فوتبال افغانستان در مقابل تیم ایران در سال ۱۹۴۱ در غازی ستدیم اجرا شد که هیچ‌یک برنده نشدند. در سال ۱۹۴۸ افغانستان عضو فدراسیون بین‌المللی فوتبال گردید. درهمین سال مسابقه را در بازی‌های المپیک لندن اجرا نمودند. درین مسابقه افغانستان برنده نشد. سپس تیم‌های فوتبال و پهلوانی در هر دوره المپیک شرکت می‌جست. در سال ۱۹۶۴ پهلوان محمد ابراهیم در مسابقات المپیک توکیو پهلوان شماره پنجم شد. در سال ۱۹۶۵ فدراسیون بادی بلدینگ (بدنسازی) تشکیل شد. در سال ۱۹۶۷گلف قرغه کابل افتتاح شد. ۱۹۶۸شرکت افغانستان در المپیک تابستانی مکزیکو سیتی شرکت نمود. ۱۹۷۲حضور تیم المپیک افغانستان در المپیک مونشن جرمنی شرکت جست. در سال ۱۹۷۸گلف کلاب کابل بسته شد. در سال ۱۹۸۰افغانستان در رقابت‌های المپیک تابستانی مسکو اشتراک یافت. همانند المپیک‌های پیشین تیم المپیک افغانستان موفق به دریافت مدالی نشد. در سال ۱۹۸۴ دولت دموکراتیک افغانستان نگذاشت ورزش کاران افغانی در مسابقات المپیک لوس آنجلس شرکت ورزند. دولت افغانستان رسماً المپیک ۱۹۸۴ لس آنجلس آمریکا را تحریم کرد. در سال ۱۹۸۵ فدراسیون ملی ژیمناستیک افغانستان تشکیل یافت. در سال ۱۹۸۸ بازیکنان افغانستان در المپیک کوریای جنوبی اشتراک ورزیدند. بزکشی به عنوان یکی از ورزش‌ها و تفریحات افغان‌ها در فیلم رامبو ۳ و با بازیگری سیلوستر استالونه به جهانیان معرفی گردید. در سال ۱۹۹۳ میدان گلف کلاب کابل بازگشایی شد.
در همین سال طیاره حامل ورزشکاران تیم بادی بلدینگ (بدنسازی) افغانستان در مزار شریف سقوط کرد و تمام ۱۲ نفر اعضای تیم کشته شدند. در سال ۱۹۹۶ افغانستان در رقابت‌های المپیک آتلانتا حضور یافت. در زمان طالبان ورزش فوتبال و والیبال فعال بود ولی صرف مسابقات داخلی صورت می‌گرفت. پس از سال ۲۰۰۱ دروازه ورزش بروی کشور اعم از زنان و مردان باز شد. در جنوری سال ۲۰۰۲ اولین مسابقه ورزشی فوتبال در غازی ستدیم بین تیم ملی افغانستان و انگلند برگزار گردید. از آن به بعد در مرحله اول افغان‌های که در کشورهای خارج زندگی می‌کردند در تیم‌های ورزشی افغانستان منسجم شدند. اولین حضور افغانستان در مسابقه‌های جهانی پس از ۲۸ سال، حضور در بازی‌های آسیایی بوسان کره جنوبی سال ۲۰۰۲ بود؛ و پس ۲۰۰۶ باشگاه‌های داخل خاک خود کفا گردیده مسابقات را با کشورهای خارج براه انداخته در هر گوشه و کنار کشور باشگاه‌ها و فدراسیون‌های ورزشی را بنا نمودند؛ که پس از ۲۰۱۱ نتیجه خوب به‌دست آوردند.
وضیعت سپورت الی سال‌های ۲۰۰۲ به نسبت عدم هم آهنگی با کشور بیرون فدراسیون‌های بین‌المللی ورزش و ضعف اقتصادی ضعیف ارزیابی شده‌است با وجودی که دولتهای وقت تلاش‌های نهائی خود را غرض بهبود ورزش نموده‌اند ولی با آن هم کمبودی و کاستی دارد. پس از سال ۲۰۰۲ ورزش‌های نیمه جان دوباره زنده شده و خیلی‌ها بسرعت راه خود را می‌پیماید. در شهرها به صدها تیم‌های ورزشی مختلفه ایجاد گردید. این تیم‌ها از پشتیبانی دولت وجامعه جهانی بر خود دارد گردید. تیم‌های کرکت فوتبال، بسکتبال، کونگ‌فو، بوکسینگ، کاراته تکواندو، وزنه‌برداری، اسنوکر، زیبائی اندام توانست درمیان سایر اسپورتها مدال‌ها، بردها و قهرمانی‌ها به‌دست آرد. هکذا زنان که نصف از جامعه افغان را تشکیل می‌دهد نیز بر اثر تشویق کشورهای خارج توانست تیم‌های بسکتبال، فوتبال، و غیره باشگاه هارا ایجاد نمایند. مشهورترین ورزکاران که شهرت جهانی کسب نموده‌اند عبارتند از مسعود عزیزی و تهمینه در اتلانتیک، نصیر احمد بهاوی تکواندو باز در وزن ۸۰ کلیو، اجمل فی سال بوکسر در وزن ۵۲کیلو، اجمل فیاض زاده جودو باز در وزن ۶۶ کیلو، روح‌اله نیکپا تکواندو باز در وزن ۶۸ کیلو، حمید رحیمی تکواندو باز می‌باشد. فعلاً در کشور بیشتر از ده هزار باشگاه ورزش وجود دارد؛ که در حال رشداند.
یکی از علل عمده رشد ورزش در افغانستان همکاری کلب‌ها و باشگاه‌های ورزشی افغان‌های مقیم اروپا و آمریکا می‌باشد. الی سال ۲۰۰۸ ورزشکاران داخل خاک از تجارب زیاد بر خوردار نبودند. پس از ۲۰۰۸–۲۰۱۰ سپورت در داخل افغانستان سرعت دو چند را می‌پیماید. ولایت هرات پس از کابل دومین ولایت است که بیشتریت ورزکاران را تربیه نموده‌است.

## ورزشهای ملی افغانستان
عبارت از ورزش‌های است که از خاک افغانستان یا از اقوام ساکن آریانا، باختر، خراسان و افغانستان برخاسته درهمین کشور رشد نموده باشد. ورزش‌های ملی یکی از سنن افغانی نیز می‌باشد. مهم‌ترین ورزش‌های ملی افغانستان عبارتند از بزکشی، اسپ دوانی، خر دوانی، کشتی‌گیری، شمشیر جنگی، بیل بازی، چوب جنگی
شناوری، دویدن، درخت بازی، ناتک، نیزه بازی، سنگ دورکان، دست بردکان، شرط زنی، یخ مالک زنی، نفس بردکان، توپ دنده و دنده کلک می‌باشد.

### بزکشی

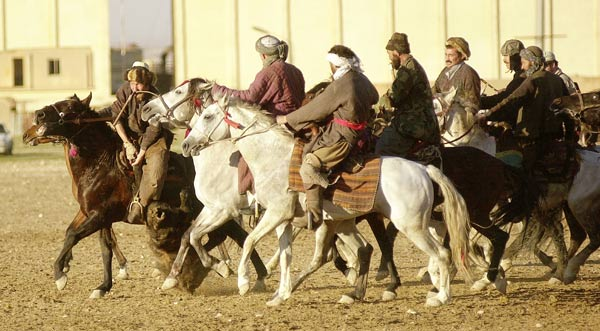
نمونه از بزکشی شهر مزار شریف دشت شادیان

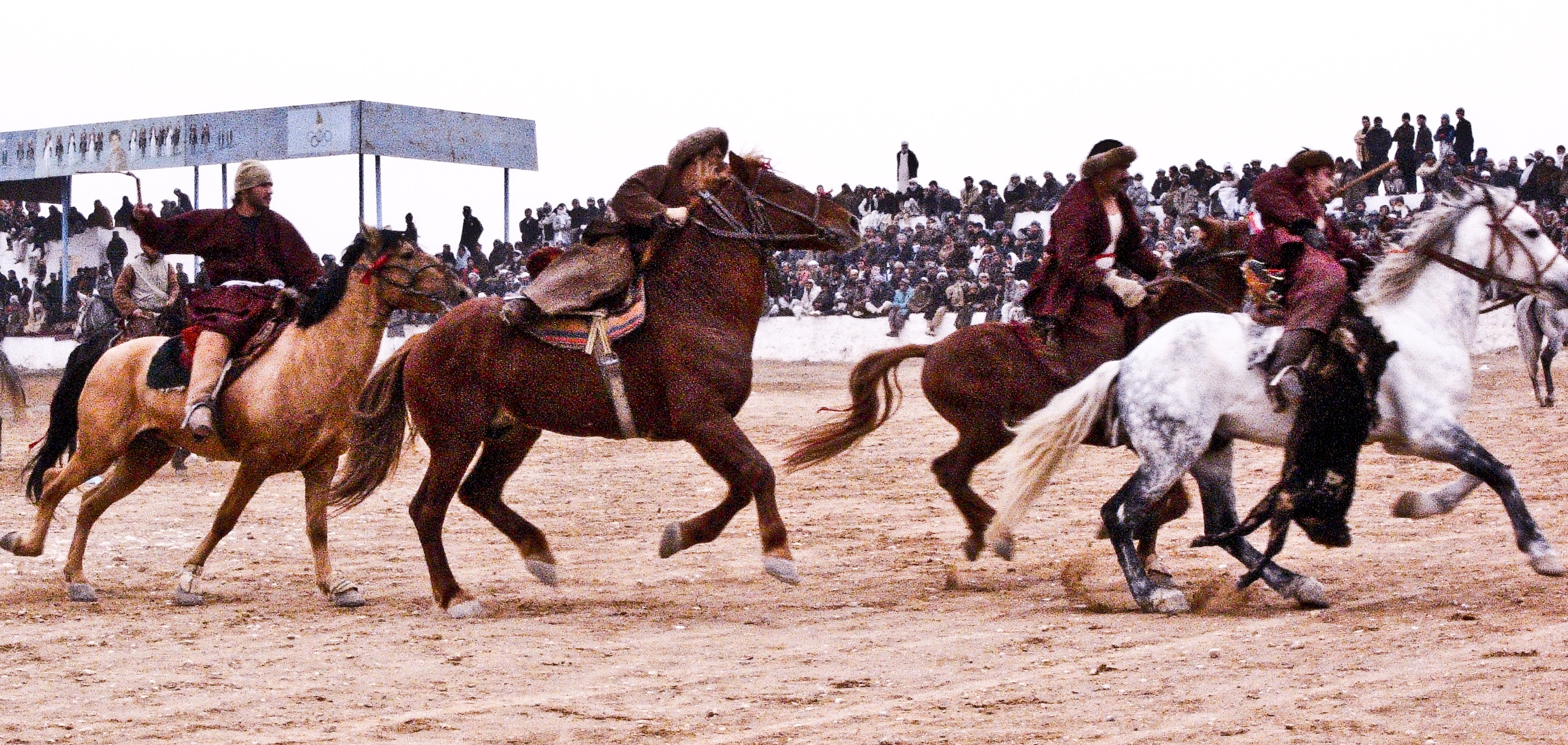
نمونه از بزکشی شهر مزار شریف دشت شادیان

بزکشی از مهم‌ترین بازی ملی افغانستان می‌باشد. درین بازی مردان خیلی قوی شرکت ورزیده یکی از پرهیجانترین ورزش افغانستان به‌شمار می‌آید. بزکشی از خیل‌ها قدیم در بلخ باستان مروج بوده‌است. گویند آریایی‌ها در شبانگاه بالای یونانیان حمله نموده هر اسپ سوار یک نفر از دشمن را می‌ربود. پس از سال‌ها این حرکات به ورزش بزکشی تبدیل شده به عوض آدم بز را کش می‌نمودند. بازی بزکشی در افغانستان به‌شکل رسمی وغیر رسمی وجود دارد. بازی رسمی دارای مصونیت بوده ولی بازی غیررسمی خیلی سخت و خطرناک می‌باشد؛ که فعلاً بازی غیررسمی زیاده در قریه جات و ولسوالی‌ها حتی به سطح شهر وجود دارد. هر ولایت از ۵۰۰–۲۰۰۰ چاپ انداز دارد که از میان آن‌ها ده نفر به صفت تیم ولایت انتخاب می‌شود. همه ساله در جشن نوروز و جشن استقلال مسابقات بین ولایات صورت می‌گیرد. در ولایات ولسوالی‌ها و قریه جات در هر جمعه مسابقات بزکشی صورت می‌گیرد.

 دربازی بزکشی شلاق زدن در اثنا بالا نمودن و انتقال بزغاله مروج است. گاهگاهی دو رقیب بزغاله را به فاصله ده‌ها کیلومتر برده پس از جنگ دست پا یا قتل دو باره برگشته بز را در دایره حلال می‌اندازند. در قشلاقها و ولسوالی‌ها به صدها اسپ شرکت جسته و تیم جود ندارد هرکی بازور و قوت و شلاق زدن بزغاله را بلند نموده به دایره حلال می‌کشاند. در جریان مسابقه دست پا شکستن، زخمی‌شدن وزیر پا اسپ‌ها شدن اکثراً وجود دارد. بعضی اسپ‌های تربیت شده چاپ انداز را با دو پا به زمین می‌اندازد. اگر پهلوانی در جریان بازی کشته می‌شود فقد خان‌ها و مالکان تصمیم‌گیری می‌نمایند کس محاکمه نمی‌شود. ظاهرشاه تلاش فراوان نمود تا این بازی را شامل بازی المپیک نماید. تا آنکه در سال۱۳۳۹ اداره المپیک با قبول یک تعداد مقررات این بازی را شامل بازی‌های المپیک نمود. و در افغانستان فدراسیون بزکشی تأسیس گردید.

### توپ دنده
نوع ابتدائی از بیس‌بال است که از کشور هند به افغانستان ترویج شده‌است. این بازی ۴۰ سال قبل در افغانستان خیلی مروج بود با به میان آمدن بازی فوتبال علاقمندان آن کم شده‌است.

### دنده کلک
بازی دنده کلک از خیلی  قدیم در افغانستان وجود داشته . بازی کنان این ورزش نوجوانان و جوانان هستند. این بازی نزدیک با بیس بال و کریکیت است. چوب طویل به اندازه ۸۰ سانتی‌متر که به آن چوب خورد زده می‌شود به نام دنده یاد می‌شود و چوب خرد به طول ۲۰ سانتی‌متر که دو طرف آن تیز است به نام کلک یاد می‌شود. درین بازی به عوض توپ از چوب کوچکی که دو نوک آن مانند مداد باریک تراش شده باشد استفاده می‌شود. مسابقات این ورزش توسط دو گروه کوچک یا بزرگ می‌تواند صورت گیرد. روش این بازی طوریست که بچه‌ها در وسط یک توته زمینی که سطح هموار داشته باشد، خوچک را آماده می‌سازند «خوچ عبارت از حفری است که به قطر۸۰ سانتی و به عمق ۱۵ سانتی‌متر که توسط بازی کنان این بازی حفر می‌شود تا درهنگام بازی، کلیک در آن ایستاده شود.
در اثنای اصابت دنده کلک از زمین برخواسته و آن را همراه با دنده ضربه وارد نمایند و به دور اندازند. بعد از به دست آوردن نوبت ازسوی یک جناح، به بازی آغاز می‌نمایند. ابتدا کلیک توسط یک فرد از گروپ جانب مقابل بطرف هوا بلند می‌شود. حین نزول از هوا اگر لیک بداخل «غوچک» افتد نوبت به شخص دیگری واگذار می‌گردد. اگر کلک به غوچک اصابت نکند، بازیگر همرای چوب دست داشته اش سه مرتبه در قسمت لبه کلک ضربه وارد می‌نماید، درصورتی‌که از زمین برخیزد درهوا ضربه دومی را برایش حواله نموده و آن را بدور می‌اندازد که در نزد بازی کنان یک بر محسوب می‌شود. زمانی که چهاربر شد آن را یک نو می‌گویند. بازیکن هر باری که که کلکرا بلند کند و با ضربه دومی دور رود نمی‌سوزد اگر یک بار ضربه وارد کند و دنده به زمین بخورد می‌سوزد وعددش صفر می‌شود اگر طرف مقابل کلک را از هوا قپ کند بازی تبدیل می‌شود. به همین شیوه این بازی ساعت‌ها ادامه می‌یابد.
آنچه که قابل ذکراست: قبل از آغاز بازی دو گروپ بازیکن یک سرحد به فاصلهٔ ۵۰ الا ۸۰ متری تعین نموده و حین بازی اگر لیک از اثر ضربهٔ دنده چوب از سرحد تعین شده به پیش پرتاب گردد، هر دو گروپ به دویدن آغاز می‌نمایند تا هر یک گروپ از دیگری سبقت جسته و لیک را لمس نمایند بازیکن را از نوبت بازمی‌دارند و اگر شخص بازیکن آن را قبل از همه به‌دست خود یا توسط گروپ خود به‌دست آرد، بازی کما فی سابق ادامه دارد. بدین منوال جوانان سرگرمی فرهنگی خویش را که از نیاکان به ارث برده‌اند، در زمان خویش به بازی می‌گیرند و از آن لذت می‌برند.
اگر یکی از گروپ به اندازه ۳۰۰ طول دنده را پوره کند برنده است. اگر یک بار در کنار کلک ضربه وارد شود و کلک بلند نشود بازی کن می‌سوزد و باید خود را زنده کند.

### کوه نوردی
افغانستان یک کشور کوهی بوده از زمان پیدایش انسان درین سرزمین کوهنوردی در زندگی روز مره شان وجود داشته‌است. تعدادی از مردمان افغانستان در کوها زندگی دارند. ۲۰ درصد مردم کابل درکوها الی ارتفاع یک کیلومتر زندگی می‌نمایند. 
به‌طور رسمی تیم‌های کوهنوردی از سال ۱۳۴۵ در کشور آغاز به فعالیت نمودند. پس از سال ۲۰۰۱ این ورزش دوباره طور رسمی آغاز و تاکنون ادامه دارد. فعلاً صدیقه میار نورستانی به حیث رئیس فدراسیون کوه نوردی ایفای وظیفه می‌نماید. صدیقه میار نورستانی اولین کوهنورد و مربی اناث در افغانستان است که قله کوه آلپ ایتالیا را فتح نموده و آرزوی رسیدن به بلندترین کوه جهان، یعنی قله ایوریست را دارد. در عین حال او یگانه کوهنورد افغان است که توانسته قله‌های پنجشیر و بدخشان را بپیماید. فعلاً سازمان ایتالیایی موسوم به «پهنه کوه» به تعداد ۲۲ افغان را در بخش کوهنوردی تعلمات می‌دهد. بلندترین قلل افغانستان را به نام نوشاخ به ارتفاع ۷۴۹۲ متر می‌گویند که در سال ۱۳۸۸ توسط یک گروه ۴ نفری افغان تسخیر گردید. دونفری که در آن نقطه خود را رسانیده‌اند به نام ملنگ جان دریا و عمروالدین سنجار می‌باشد. فعلاً کمیته المپیک گروه ۱۰۰ نفری را تحت آموزش کوه‌نوردی قرار داده‌است. در هر پانزده روز آن‌ها را در قرغه و پغمان تعلیمات می‌دهد.

### سرجه‌سواری
سرجه بازی زمستانی و لغزیدن از نشیب‌ها بالای برف می‌باشد. پسران و جوانان که در دهات زیست می‌نمایند چند تخته چوپ را باهم میخ نموده در روی برف سرجه بازی می‌نمایند. این بازی در حال نشسته و یا خواب شده اجرا می‌شود. مردم چوب تخته‌ها را قبل از بازی سرجه چرب می‌نمایند تا لشم و فرسوده نشود.

### کشتی‌گیری

کشتی‌گیری مردمان روستا نشین

کشتی‌گیری یکی از ورزش‌ها و سنن ملی افغانستان می‌باشد. مردم افغانستان کشتی‌گیری را طور عموم پهلوانی می‌گویند. کشتی‌گیری درین کشور تاریخ طولانی دارد. زیرا زیاده شاعران افغان در اشعار خود از کلمه پهلوان یاد نموده‌است. قصه رستم و سهراب تورانی یکی از رویداد واقعی این کشور است که در عصر اوستا می‌زیستند. بر مبنای روایت‌ها گویند در زمانه‌های قدیم پهلوانان ما پیش از مسابقه بدن شان را با تیل‌های سیاه یا زیتون چرب می‌نمودند و در آفتاب می نشستند، بعد به کشتی می‌پرداختند و چهار طرف محل برگزاری بازی شان را به فاصله ۱۰ متر بر ۱۰ متر ریسمان می‌بستند. در حین رقابت‌ها وقت تعیین نبود، داور در میدان موجود نبود، وزن کشتی گیران معلوم نبود، هیچ گونه قوانین برای بازی وجود نداشت، مسابقه میان یک جوره به ساعت‌ها دوام می‌نمود و مسابقه تا زمانی ادامه می‌داشت تا پشت یک پهلوان به زمین اصابت می‌کرد یا یکی از حریف‌ها به دیگرش تسلیم می‌شد. در ختم رقابت‌ها برای ورزشکار برنده معمولاً یک چپن سبز با یک دستار و پول نقد به گونه تحفه داده می‌شد. تماشاچیان با پرداخت پول از همچو رقابت‌ها دیدن می‌نمودند و بالای هر یک از پهلوانان جایزه می‌گذشتند. پهلوانان دران زمان با پای برهنه، و با یک نیکر تا سر زانوهای شان دراز می‌بود به رقابت می‌پرداختند؛ و این رقابت‌ها بیشتر در باغ عمومی شهر کابل برگزار می‌شد. پهلوانان نامدار در زمان سلطنت امیر عبدالرحمن خان که در رقابت‌های حایز مقام بودند عبارتند از بابه قادر و بهرام واته بود. این‌ها روزانه سه هزار بیتک و سنیه کشی می‌نمودند.
در زمان سلطنت امیر امان‌الله خان پهلوانان نامور و استادان این رشته روی کار شدند که عبارت بودند از: خلیفه امیر جان؛ خلیفه نظام؛ خلیفه رحیم بودند. در سال‌های ۱۳۳۵ تا ۱۳۳۸ هجری خورشیدی در افغانستان برای نخستین بار دوشک پهلوانی روی کار شد؛ و در همین وقت مربی جاپانی به نام مستر ناگا برای تمرینات بهتر پهلوانی وارد افغانستان شد و تمریناتش را با ورزشکاران افغان در کلپ معارف آغاز نمود. پهلوانان افغان برای نخستین بار پس از کسب عضویت در خانواده المپیک بین‌المللی در سال ۱۹۳۴ میلادی روانه بازی‌های المپیک شدند که نتایج ورزشکاران افغان قناعت بخش خوانده شد. کشتی‌گیری در افغانستان نظر به ولایات فرق دارد. در ولایات شمال از پا گرفتن فول می‌باشد. با خواباندن حریف کامیاب است.
افغانستان که یکی از پایه‌گذاران بازی‌های آسیایی به‌شمار می‌رود، پهلوانان افغان در بیشتر بازی‌های آسیایی شرکت ورزیده و نتایج قناعت بخشی را به دست آورده‌اند. به همین ترتیب پس از مدتی شاگردان این سه استاد در رقابت‌های داخلی و خارجی هم نتایج مطلوب را به دست آوردند. مشهورترین کشتی گیران آن وقت عبارت بودند از: پهلوان محمد براهیم مشهور به ابراهیم شش کبابی؛ پهلوان احمد جان؛ پهلوان آصف کوهکن؛ پهلوان جان آقا پهلوان محمد صدیق زرگر؛ پهلوان داوود؛ پهلوان نادر علی؛ پهلوان رزاق بلال، پهلوان محمد اسلم کابلی عبدالحق و… بود. پس از سال ۲۰۰۲ ورزش پهلوانی دوباره راه صعودی خود را آغاز نمود. فعلاً در شهر کابل بیشتر از ۲۲ کلپ پهلوانی وجود دارد. پرویز سلطانی، محمد آزاد برنده مدال طلا، مصطفی نظری برنده مدال طلا دروزن ۶۸ کیلو، امید حسینی قهرمان در وزن ۶۳–۶۵ کیلو، و غیره از پهلوانان مشهور وقت هستند.

### کروم بورد

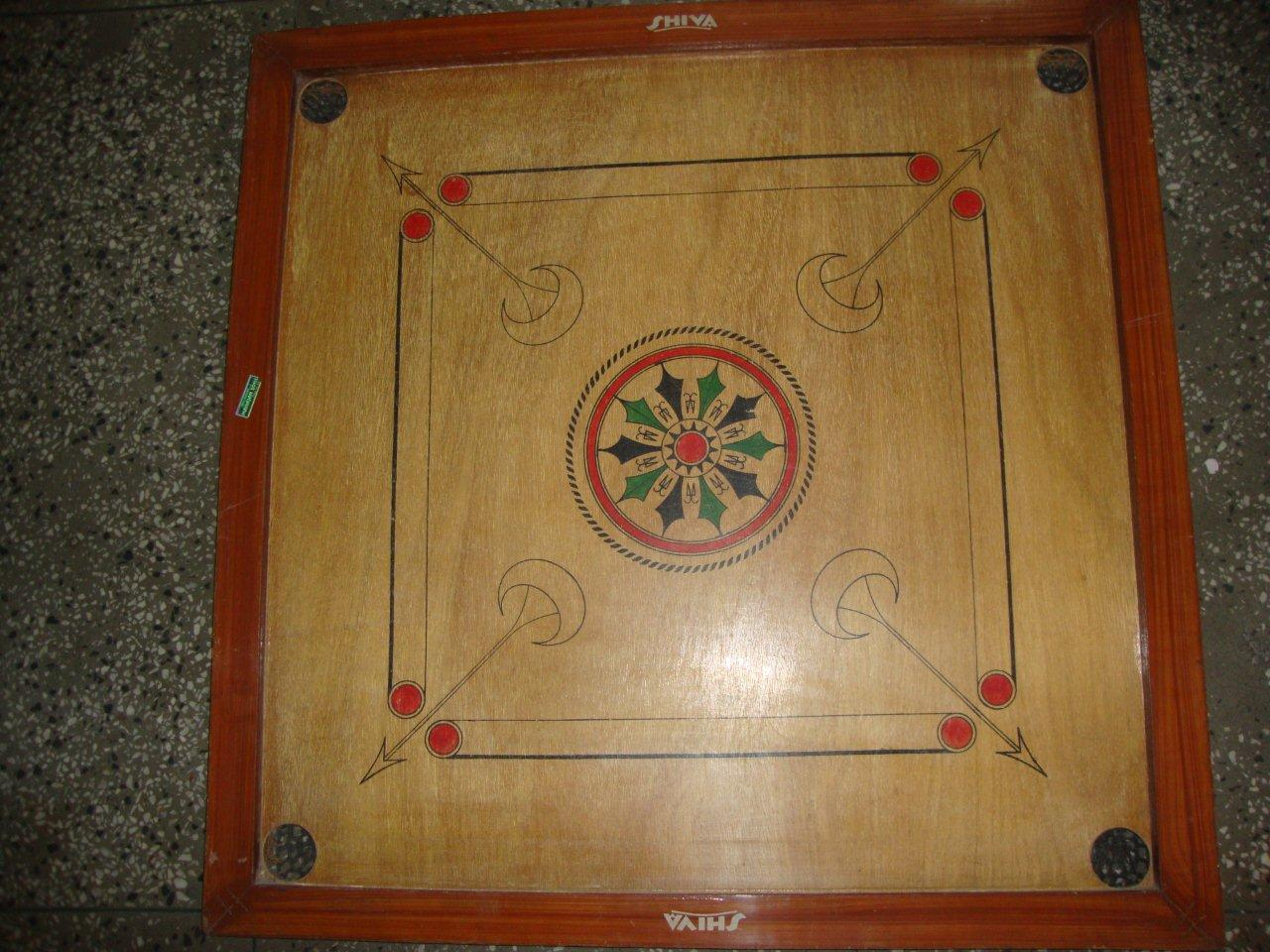
تخته کروم بورد

این ورزش از هندوستان داخل خاک افغانستان گردیده و به سرعت تمام رشد نمود. علت رشد آن این بود که اکثر رستوران‌ها و چای خانه‌ها غرض جلب مشتری یک یا چند تخته کروم بورد را غرض جلب بزرگان گذاشته بودند. جوانان بیکار وقت فراغت خود را به این بازی مصروف می‌ساختند. این ورزش آهسته آهسته در فامیل‌ها مروج گردید. بازی کروم بورد خیلی‌ها نزدیک به بازی بیلیارد است.

### شطرنج

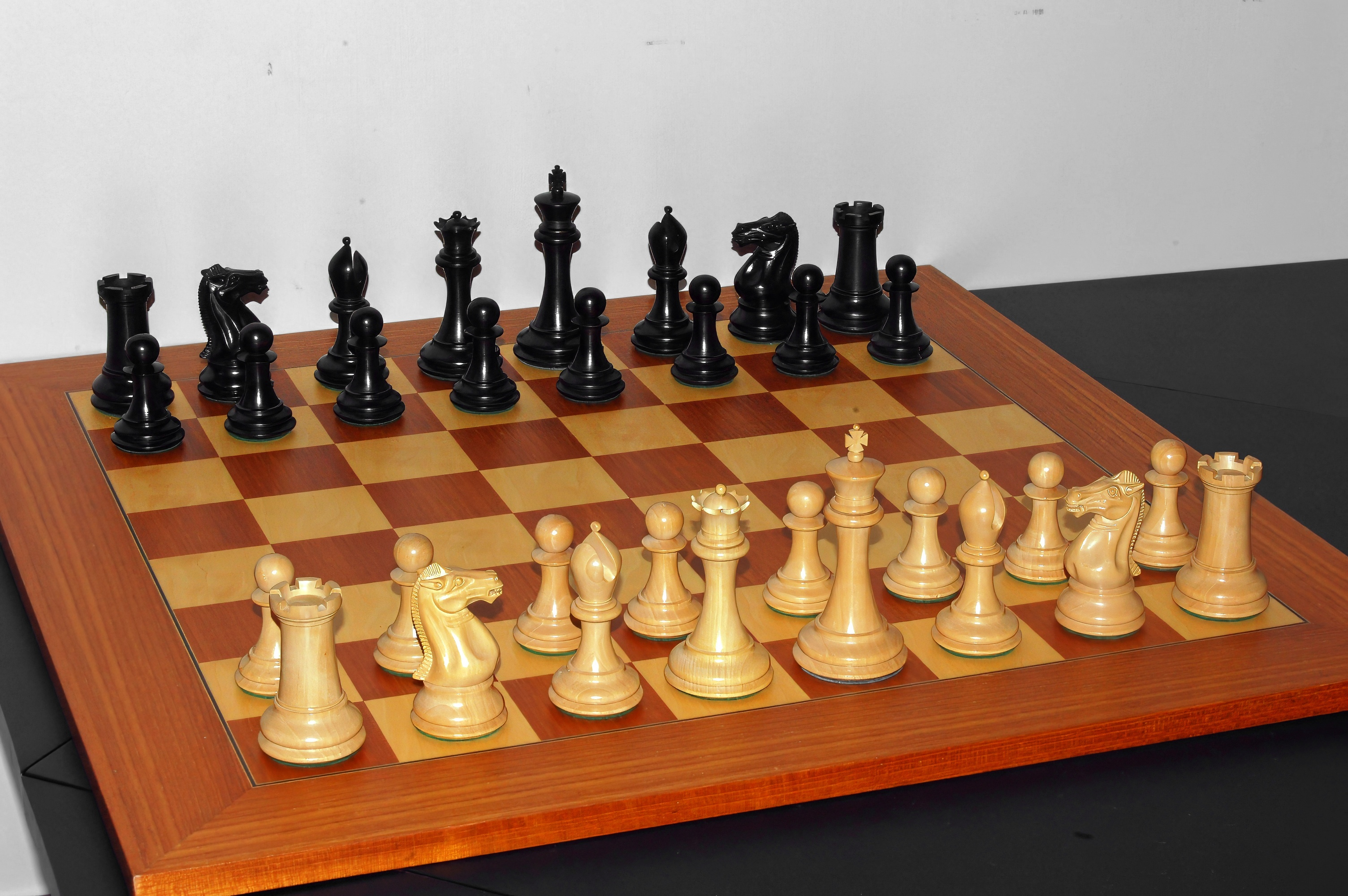
ورزش شطرنج یکی از بازی‌های فرهنگی مردمان افغانستان است

ورزش شطرنج را به نام ورزش مغزی یاد می‌نمایند. این ورزش درتاریخ افغانستان از زمانه‌های خیلی قدیم مروج بوده‌است. بازی شطرنج (چتورنگ) از شمال هند یعنی کشمیر چترال منشأ گرفته‌است. این بازی در زمان شاه موری چاندرا گوپتا پیشرفته تر شده در گنداره رشد نمود. کوشانیان افغانستان اولین قوم است که شطرنج بازی می‌کردند. سپس ساسانیان اعراب و اروپایان به این بازی آشنا شدند. در افغانستان تعداد بی‌شماری از مردم در خانه‌ها رستوران‌ها، باشگاه‌ها، دوایر دولتی و غیره ورزش شطرنج را اجرا می‌نمایند. درسال‌های ۱۳۵۴ فدراسیون شطرنج افغانستان تأسیس گردید. درسال۱۳۶۲ کلوپ شطرنج بازان تأسیس شد. پس از سال ۲۰۰۲ ورزش شطرنج دوباره راه صعودی خود را به پیش گرفت. ورزشکاران شطرنج افغانستان در سال ۲۰۰۴ توانست موفقیت‌های حاصل نمایند. محبوب اله کوشانی در دوره ششم این مسابقه شامل شده توانست۷ امتیاز از ۹ بازی کسب کرده هم ریتینگ و هم عنوان بگیرد. وی همچنین توانست در رده‌بندی رده پنجم میز ۵ را به خود اختصاص دهد. شطرنج بازان مشهور این کشور در مسابقات ۲۰۰۴ قرار ذیل اند
| ردیف | نام ورزش کاران      | کشور      | Rtg  | سال برد |
| ---- | ------------------- | --------- | ---- | ------- |
| ۰۱   | نورستانی            | افغانستان | ۱۹۸۸ | ۱۹۳۳    |
| ۰۲   | محمد فیاز فیضی      | افغانستان | ۱۹۳۴ | -       |
| ۰۳   | حمیدالله سروری      | افغانستان | ۱۹۲۵ | -       |
| ۰۴   | محمد اسماعیل جمشیدی | افغانستان | ۲۰۰۱ | ۱۹۴۴    |
| ۰۵   | محبوب اله کوشانی    | افغانستان | ۲۰۱۵ | ۱۹۴۵    |
| ۰۶   | اسماعیل ابراهیم     | افغانستان | ۲۲۰۰ |         |
| ۰۷   | سیف الدین ایوبی     | افغانستان | ۲۱۴۸ |         |
| ۰۸   | ظریف شغی            | افغانستان | ۱۸۷۸ | ۱۹۶۴    |
| ۹.   | ظهرالدین آصفی       | افغانستان | ۲۰۵۵ | ۱۹۶۵    |
| -    |                     |           |      |         |

شطرنج بازان افغانستان عبارتنداز: خیبر فرازی، ذبیح‌الله احمدی، لیدا همراه. سومینا حسینی، مرسل فیضی، اسما اسلمی، زهرا رحیمی، حبیب‌الله امینی. سید وهاب الدین، استاد فیده ظهیرالدین آصفی، محمود حنیف، امین‌الله خیر اندیش، عزیزاحمد شریفی، طاها انیب، حمیدالله حیدری، احمدسمیع حسن‌زاده، حبیب‌الله قادری، همایون محتاط، جارالله بادغیسی، سمیر سعیدی، … می‌باشد.
یکی از خصوصیات مسابقات شطرنج امروزی بازی به سیستم رتبه‌بندی است.

رتبه‌بندی چیست:رتبه‌بندی مجموعه از معیار طرز دید و قدرت پیش‌بینی و سنجش مغز شطرنج باز است که ابتدای آن از ۱۲۵۰ شروع و رکورد جهانی آن توسط گاری کاسپاروف قهرمان چندین مرتبه‌ای شطرنج جهان قائم گردید که تاکنون به ۲۸۴۸ رسیده‌ است. (البته این رکورد اکنون در اختیار کارلسن نروژی است) ورزش کاران چون خیبر فرازی، ذبیح‌الله احمدی، سید وهاب، حبیب‌الله، احمدسمیع حسن‌زاده، حمیدالله حیدری در ورزش شطرنج شهرت خوبی دارند.

### شناوری
شناوری یکی ورزش‌هایی است که بروی آب اجرا می‌شود. قبلاً در افغانستان مسابقات شناوری به‌شکل تیم نبوده بلکه به‌شکل انفرادی پیش برده می‌شد. مسابقات آنزمان غوطه زدن در زیرآب برای مدت چند دقیقه، رساندن از یک کنار دریا به آنطرف دریا در مدت کم، پیدا نمودن یک شی از قعر آب بود. چنانچه بابر شاه مغول در ۱۵۲۴ در شهر کابل حوض آب بازی را اعمار نمود و در آنجا خودش و سایر آراکین سلطنتی به مسابقه می‌پرداختند.
با ساختن حوض‌های آب بازی در شهر کابل و بعض ولایات ورزش آب بازی آهسته آهسته به شکل فنی شکل گرفت. در شهر کابل گاه گاهی مسابقات دیف بسر و ملاق زدن در حوض آبی پلچرخی و پلی‌تکنیک اجرا می‌گردید. این سلسله از سال ۱۹۴۵ شروع گردیده الی سال ۱۹۹۲ دوام داشت. از شناوران معروف آنزمان صوفی محمدعلی شناور بود. بتاریخ ۱۶ سنبله ۱۳۹۱ه‍.ش (هجری شمسی) برای اولین بار در افغانستان فدراسیون آب بازی و تیم ملی آب بازی دایر گردید. درین تاریخ ۱۵۰ آب باز از ۱۳ حوض شهر کابل و دو تن آب باز از ولایات هرات و غزنی غرض اشتراک در تیم ملی مسابقه دادند. در این پیکار ورزشکاران در ۴ کلاس: کرال سینه، قورباغه (بقه)، پروانه و کرال پشت با هم به رقابت پرداختند. از جمله ۳۰ نفر در تیم ملی شناوری انتخاب گردیدند. فعلاً رئیس فدراسیون ملی شنای افغانستان آقای سید احسان الدین طاهری می‌باشد که پس از انتخابات کنگره شنای افغانستان، برای چهار سال انتخاب شد. فدراسیون ملی شنای افغانستان پس از حل مشکلات که داشت توانست عضویت فدراسیون‌های جهانی شنا و آسیایی شنا را کسب نماید.

### ریسمان کشی در افغانستان
ریسمان کشی یکی از بازی‌های ملی افغانستان‌اند. قدامت این بازی از تاریخ ایجاد جشن نوروز آغاز گردیده‌است که تا امروز درجشن نوروز ادامه دارد. در قدیم مسابقات ریسمان کشی در شهر کابل در روز نوروز عیدها، روزهای شادی، و عروسی‌ها صورت می‌گرفت. بعضاً این مسابقات به شرط پول، مهمانی، و غیره مسایل صورت می‌گرفت. پس از اینکه در کشور مکاتب مدارس و دانشگاه‌ها تأسیس شد. هر مکتب، هر فاکولته از خود تیم ریسمان کشان داشت. درسال‌های ۱۳۵۶ تیم دانشکده زراعت قهرمان کشوربود. از قهرمانان ریسمان کش آنوقت عادل شاه ریسمان کش، وجنت میر بادی بلدر بود. دومین تیم ریسمان کش تیم فاکولته ساینس به رهبری نجیب اله مرحوم بود. پس از سال ۲۰۰۱ متأسفانه این ورزش مانند آب بازی به یاد فراموشی قرار گرفته‌است.

## وزن برداری و پرورش اندام
در سال ۱۳۳۸ هجری خورشیدی بنیاد پرورش اندام و وزنبرداری توسط یک نفر آمریکایی و گروهی از جوانان مانند استاد عبدالشکور ولی از ورزشکاران وزنبرداری، کپتان بابا پیلوت، عبدالاحمد، محمدعلی شناور، بریالی ناصری، روح‌الله و وسایر جوانان گذاشته شد. سپس این جوانان با باز نمودن کلب‌های ورزشی توانستند تعداد دیگر از افغان‌ها را تربیت این ورزش نمایند. نا صر هوتکی پرورش اندام افغانستان را در شش دوره تقدیم نموده‌است که چنین نگاشته می‌شود.
دوره اول:
جوانانی چون محمد منیر، حیدر کاکو، سلطان شور نول، اکرم بازو، وحید نواسه جعفر خان و عبدالله یعقوبی به صفت پیشگامان این رشته بوده که بعداً به ایجاد کلب‌ها آموزشی این رشته پرداختند.
دوره دوم:
در اطراف سال‌های ۱۳۵۲ هجری شمسی. فدراسیون پرورش اندام با کوشش‌های گسترده وحید اعتمادی و جوانانی چون کپتان بابا، شمس‌الله رحیم، نادر فرخ و عده یی دیگر رسماً ایجاد شد. کپتان بابا به حیث نخستین رئیس فدراسیون پرورش اندام انتخاب گردید. نادر فرخ دومین، شمس‌الله رحیم سومین، عبدالقدیر رسولی چهارمین، عبدالرشید ابراهیم‌زاده چهارمین، محمد رحیم بره کی پنجمین، فخر الدین شیخانی ششمین و عبدالله یعقوبی هفتمین رئیس فدراسیون پرورش اندام افغانستان بوده‌اند.
دوره سوم:
در دوره سوم پرورش اندام بر اثر زحمات و تلاش‌های استادانی چون رحیم بره کی، هدایت الله حبیب، حیات الله، عزیز آرزو، تاج محمد آریا فیضی، وحید غفوری، حبیب غفوری، نیک محمد شیرزی، کبیر بهادریان، رحمت‌الله کارمند، عبدالجلیل سلطانی، حفیظ توده یی، پرکاش سینگ، حیات مزاری، نسیم پروانی، غوث کلنگاری و عبدالرب، رونق تازه یی یافت.
دوره چهارم:
در این دوره استادانی چون محمد قدوس، غلام گنگ، اسد بازو، خواجه سلام، خلیل آرش، محمود شاه، محمد زمان، صوفی غنی و عده یی دیگر استند که کاروان پرورش اندام را پویا نگهداشتند. در همین مرحله است که کتگوری قد در مسابقات از میان برداشته شد. (قبلا مسابقات در سه کتگوری قد، برگزار می‌گردید، اما از سال ۱۳۶۵ رقابت‌های پرورش اندام بدینسو به پنج کتگوری وزنی برگزار گردید)
دوره پنجم:
در این دوره جوانانی چون، حفیظ الله، حمیدالله، عبدالرؤوف مشهور به خوشحال، شفیع، بشیر احمد، محمد اسحاق پاکزاد، صوفی نصیر، امیر محمد، عبدالحمید پنجشیری، ضیا الله خواجه، محمدعلی سلطانی، فرهاد شبل توانستند در زمینه گسترش پرورش اندام سهم ارزنده داشته باشند این‌ها توانستند پرورش اندام را زنده نگهدارند، رشد دهند و به بالنده گی برسانند.
دوره ششم:
در این دوره ورزشکارانی چون شیر محمد، فرید احمد، محمد قادر، محمد ظاهر، فضل احمد فضلیار، وحید، شاه نصیر، محمد عمر زلمی، زیرک، احمد جان و نورالله عیدی و عده یی دیگر با ایجاد کلب‌ها به آموزش ورزشکاران پرداختند.
نخستین مسابقات پرورش اندام با معیارهای پذیرفته شده بین‌المللی در سال۱۳۵۵ خورشیدی در کابل ننداری در سه کتگوری قد بلند، قد متوسط و قد کوتاه برگزار شد که در کتگوری قد بلندها استاد شمس‌الله رحیم پایه‌گذار پرورش اندام در افغانستان مقام اول، استاد حبیب غفوری مقام دوم و استاد عزیز مقام سوم، در کتگوری قد متوسط استاد رحیم بره کی مقام اول، استاد حیات الله مقام دوم و استاد تاج محمد مقام سوم و در کتگوری قد کوتاه استاد هدایت الله حبیب مقام اول، استاد وحید الله مقام دوم و استاد صادق مقام سوم را به دست آوردند.
فدراسیون پرورش اندام با معیارهای پذیرفته شده جهانی در سال ۱۳۸۲ خورشیدی عضویت فدراسیون‌های آسیایی و جهانی پرورش اندام را کسب کرد و ورزشکاران برتر پرورش اندام توانستند که در نخستین رقابت بین‌المللی در بحرین شرکت کنند و از خود شایسته گی نشان بدهند.
سرپرستی فدراسیون پرورش اندام را بعد از وفات استاد عبدالله یعقوبی، تاج محمد آریا فیضی که از ورزشکاران سابقه دار این رشته‌است تا انتخابات سراسری به عهده داشت و از چند سال بدینسو ریاست فدراسیون پرورش اندام را آقای باور هوتک به عهده دارد.
در سال ۱۹۹۳ عده یی از بهترین ورزشکاران پرورش اندام کابل که عازم شهر مزار شریف بودند در اثر سقوط هواپیما جان‌های شیرین خود را باختند که ضایعه جبران‌ناپذیر به ورزش کاران پرورش اندام کشور افغانستان می‌باشد. طبق معلومات ریاست فدراسیون پرورش اندام حدود ۱۱۵۰کلپ پرورش اندام در سطح کشور وجود دارد که ۲۰۰کلپ آن در کابل فعالیت می‌کند. پس از سال ۲۰۰۳ مسابقات ورزش زیبائی اندام تحت نام مستر افغانستان بر پا گردیده که تا اکنون جریان دارد. برنده گان این مسابقات قرار ذیل اند:
- ۲۰۰۵: خسرو بشیری آقای رقابت افغانستان را به دست آورد.
- ۲۰۰۶: عزیز احمد نیکیار قهرمانی مستر افغانستان را به دست آورد.
- ۲۰۰۷: باشگاه بدنسازی برای زنان در ولایت پروان افتتاح شد.
- ۲۰۰۷: دکتر تمیم برندگی مستر افغانستان را به دست آورد.
- ۲۰۰۸: در اواخر ماه اوت، اولین رقابت‌های وزنه‌برداری زنان در کابل برگزار شد.
- ۲۰۰۸: یاسین قادری «قهرمان تمامی افغانستان» شد.
- ۲۰۰۹: شکراله شکیلی برنده مسابقه آقای افغانستان گردید.
- ۲۰۱۰: محمد عارف سخی برنده مسابقه آقای افغانستان.
- ۲۰۱۰ (ژوئن) - محمد عارف سخی - برنده رقابت مستر افغانستان گردیده و کشته شد.
- ۲۰۱۰: در مسابقات قهرمانی پرورش اندام مردان آسیای جنوبی که در کاتماندو مرکز نپال دایر گردید تیم بدنسازان افغان چهار مدال نقره و پنج مدال برنز را به دست آورد.
- ۲۰۱۱ جون: تیم ملی پرورش اندام افغانستان برنده هشتمین مسابقات قهرمانی پرورش اندام آسیا جنوبی گردید.

## فوتبال

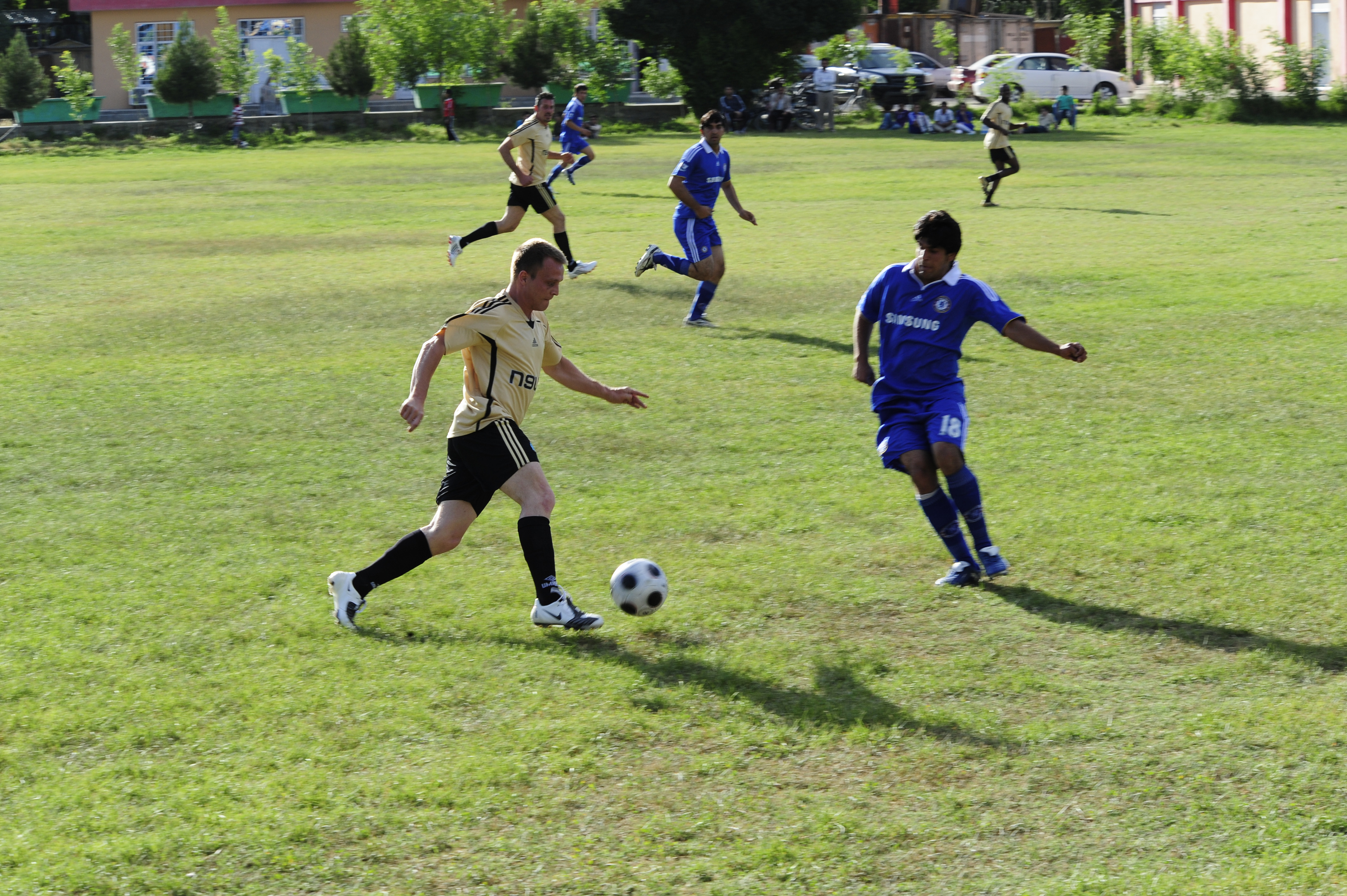
مسابقات ورزش دوستانه میان تیم آیساف و تیم ملی افغانستان سال ۲۰۰۹

فوتبال یکی از مهم‌ترین ورزش مردانه در افغانستان می‌باشد. این ورزش در افغانستان در زمان امیر حبیب‌اله خان آغاز گردیده‌است. این ورزش در مراحل اول توسط یک تعداد از مربیان خارجی در معارف افغانستان راه یافت. بر اثر تشویق شاهان و زمام داران کشور به سرعت رشد این ورزش افزوده شد.

 نخستین کسانی که فوتبال را در افغانستان پایه‌گذار ی نمود عبارت بودند از آقای داوی و مولوی عبداللطیف که آن‌ها از جمله شاگردان مکتب حبیبیه کابل بودند و در قلعه حشمت خان به تمرین فوتبال پرداختند. از اینکه این ورزش در تربیت بدنی جوانان معارف اثرات نیک داشت تعداد علاقمندان این ورزش خیلی زیاد گردید.

 در سال‌های ۱۹۲۳ و ۱۹۲۴ میلادی در کابل چهار تیم تشکیل گردید که عبارت بودن از: تیم مکتب‌های حبیبیه؛ تیم استقلال؛ تیم تفریح؛ تیم پناهنده بود؛ که بعضی اعضای تیم‌های تفریح و پناهنده را جوانان غیر مکتبی تشکیل می‌داد؛ و میان این تیم مسابقات برگزار می‌گردید. عمدتاً مسابقات فوتبال در روزهای جشن استقلال در پغمان برگزار می‌گردید و مقام‌های عالی رتبه دولتی نیز ازان دیدن می‌نمودند. در میان تماشاچیان دکتر محمد ظاهر، محمد داود خان، اسدالله سراج، شکور ولی، حسن کریمی، فاروق سراج و… حضور می‌یافتند.

در سال ۱۳۱۳ (هجری) کلپ فوتبال محمودیه از طرف فارغ التحصیلان مکاتب تأسیس شد. در سال ۱۳۲۰ هجری خورشیدی کلپ آریانا به وجود آمد در همان سال جشن استقلال در چمن حضوری کابل برگزار گردید؛ و یک تیم فوتبال از هندوستان به کابل دعوت گردید. از این‌که بازیکنان فوتبال افغانستان نخستین بازی شان در برابر تیم خارجی بود. این مسابقه با حضور زیاد تماشاچیان همراه بود؛ که در نتیجه بازی ۳ بر ۱ به نفع تیم هندوستان خاتمه یافت؛ که از جانب افغانستان همان یک گول را عبدالغفور ساجر به ثمر رساند.

 در سال ۱۳۱۶ خورشیدی تیم فوتبال افغانستان نخستین سفر خارجی اش را به هندوستان آغاز نمود که در نتیجه هژده بازی با تیم‌های هندوستان، تیم افغانستان در هشت بازی آن غالب، یک مساوی و نه باخت نمود. پس ازان تیم فوتبال افغانستان در سال‌های ۱۳۲۴ و ۱۳۲۸ خورشیدی سفرهای به هندوستان و ایران نمود که باز هم نتایج مطلوب را به دست آوردند.
ورزشکاران شرکت‌کننده در سفر هندوستان در سال ۱۳۲۴ دکتر فتاح نجم، دکتر عبدالستار، عبدالغنی اثر، عبدالغفور اثر، سرور ایوبی، وحید اعتمادی، عزیز احمد اعتمادی، فاروق سراج، محمد شعیب، غفور و عبدالاحد بودند؛ و در سفر به ایران در سال ۱۳۲۸ سرور ایوبی، حیدر اعتمادی، دکتر غلام محمد نژن، حمید مبارز، دکتر فتاح نجم، انور قندهاری و… بودند.

افغانستان در سال۱۳۱۵ میلادی عضویت جهانی فوتبال را به دست آورد و در سال۱۳۲۴ میلادی افغانستان به عضویت کنفدراسیون آسیایی پذیرفته شد. افغانستان در سال۱۳۲۷ میلادی در مسابقات جهانی فوتبال که در شهر لندن انگلستان برگزار گردیده بود شرکت کرد و با تیم‌های مصر و لوگزا به رقابت پرداخت. به همین گونه تیم فوتبال افغانستان در نخستین بازی‌های آسیایی که در شهر دهلی هندوستان برگزار شد شرکت کرد و با تیم‌های جاپان و اندونزی به میدان رفت که در بازی نخست مغلوب و در بازی دوم بر اندونزی غالب گردید. علاوه برای مسابقات نظر به قرار دادهای کلتوری همه ساله یک تعداد از تیم‌های ممالک دوست و همجوار به افغانستان سفر می‌نمودند و یک سلسله مسابقات را با تیم‌های افغانی انجام می‌دادند و ضمناً تیم‌های منتخب جوانان افغانی نیز به ممالک دوست سفر می‌نمودند که بعد از مسابقات دوستانه و رسمی دوباره به وطن عودت می‌کردند. تیم‌های ممالک که با تیم‌های افغانی در داخل و خارج کشور مسابقه نموده‌اند قرار ذیل است. شوروی، هندوستان، ایران، پاکستان، سنگاپور، بنگله دیش، عراق، چین ترکیه کوریا قبرس. نپال برما آلمان شرق پولند تایلند ایتالیا فرانسه فنلند سوئد و غیره بود.
لست تیم ملی افغانستان در سال ۲۰۱۳ که از طرف فدراسیون فوتبال افغانستان تعین گردیده‌است.
1. - منصور فقیریار از مهاجرین افغان در آلمان
2. - حمید الله یوسفزی از تیم فروزی
3. - عبدالقیوم حپاند از ولایت هلمند از تیم میوند اتلان
4. - علی احمد یارزاده از تیم طوفان هریرود
5. - ادریس مشرقی از مهاجرین افغان در آمریکا
6. - جلال الدین شریعت‌یار از تیم باشگاهی بحرین
7. - مقدر قاری‌زاده از تیم شاهین آسمایی
8. - اسلام الدین امیری از تیم اف سی بمبئی
9. - فیصل سخی‌زاده از باشگاه استرالیا
10. - رفیع بارکزی از تیم طوفان هریرود
11. - یوسف مشرقی از مهاجرین افغان مقیم آمریکا
12. - حارث آرین حبیب از مهاجرین افغان مقیم آلمان
13. - فردین شیوانی از مهاجرین افغان مقیم آمریکا
14. - مصطفی آزادزوی از مهاجرین افغان مقیم آلمان
15. - آرش هاتفی از مهاجرین افغان مقیم آمریکا
16. - سلیم کوهستانی از مهاجرین افغان مقیم دانمارک
17. - امیرالدین شریفی از مهاجرین افغان مقیم ایران
18. - حمید الله کریمی از طوفان هریرود
19. - وحید ندیم از تیم طوفان هریرود
20. - منیر الحق ندیم از تیم سیمرغ البرز
21. - بلال آرزو از تیم چرچیل برادرز هندوستان
22. - سنجر احمدی از مهاجرین افغان مقیم آلمان
23. - مصطفی حدید از مهاجرین افغان مقیم آلمان

در جدیدترین رده‌بندی فیفا، تیم ملی فوتبال افغانستان دو پله صعود کرد. در رده‌بندی ماه جون سال ۲۰۱۲ افغانستان با کسب ۱۱۴ امتیاز در رده ۱۶۸ جهان قرار گرفت. افغانستان در آسیا در رتبه ۳۴ قرار داشته و در جنوب آسیا نیز از میان هشت کشور در مقام پنجم ایستاده‌است. مربیان خوب تیم‌های افغانستان همایون کارگر یوسف کارگر و علی عسکر لعلی می‌باشد.

## والیبال

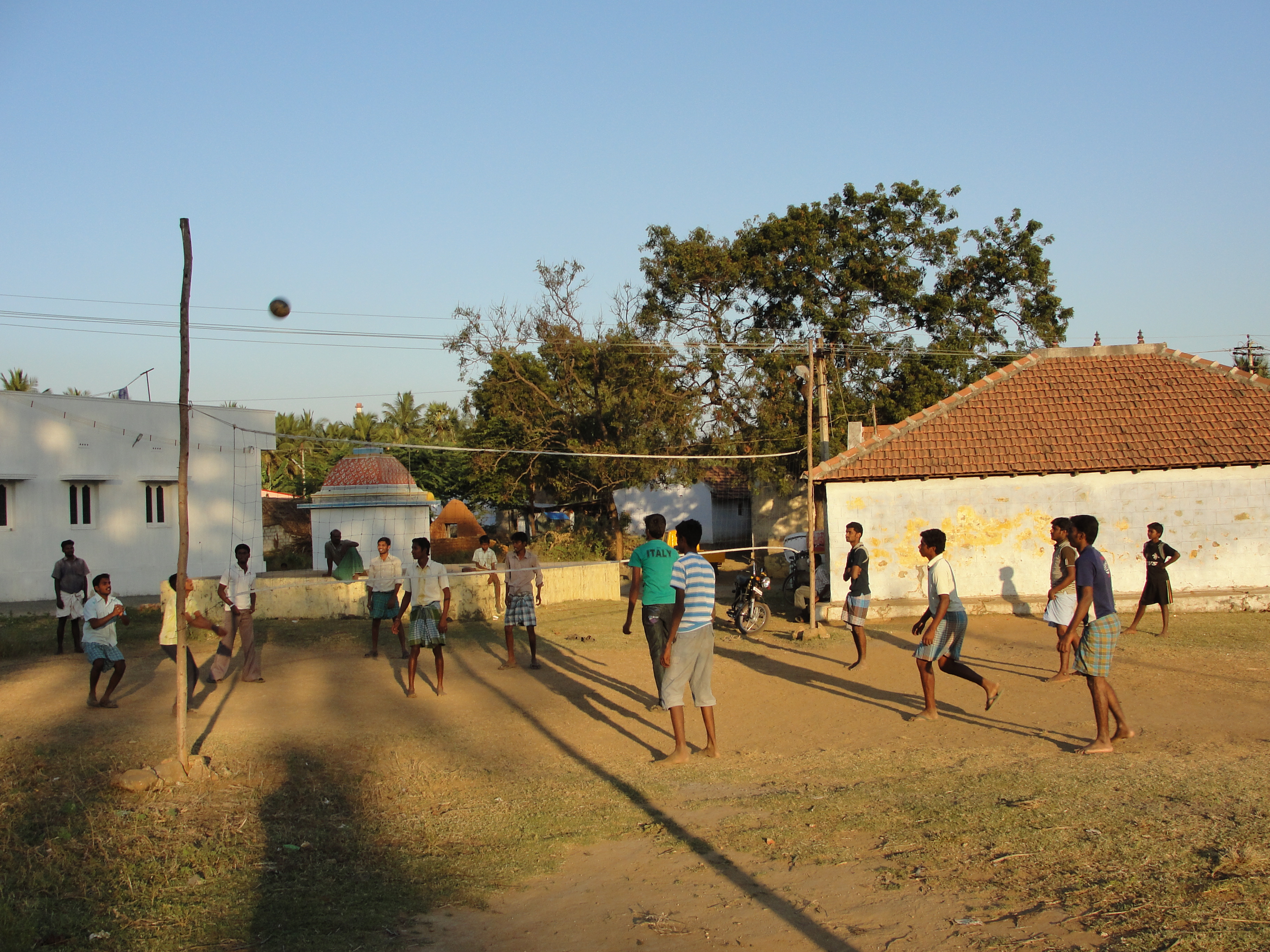
ورزش والیبال تجارتی باعث انکشاف والیبال در افغانستان گردیده‌است.

ورزش والیبال تا اکنون معلوم نیست که چگونه به افغانستان وارد گردیده‌است. امکان آن می‌رود که این بازی از چین و یا هند داخل خاک افغانستان شده باشد. زیرا بنیادگر ورزش والیبال نژاد زرد می‌باشد. در افغانستان در دهه نخست سال ۱۳۰۰ هجری شمسی با این ورزش تعدادی اندک از مردم آشنایی داشتند و بدون در نظر داشت قوانین و مقررات آن بدان می‌پرداختند. در سال ۱۳۲۳هجری شمسی با ایجاد مکتب تربیت بدنی (سپورت) ورزش والیبال شکل رسمی را بخود گرفت. مکتب تربیت بدنی در مراحل اول از طرف متخصصین داخلی و خارجی ایجاد گردیده و در همان‌جا تدریس والیبال نیز صورت می‌گرفت و در سال ۱۳۳۵ هجری شمسی برخی متخصصین کشورهای مختلف همچو ترکیه، جاپان، آلمان، آمریکا و اتحاد شوروی سابق به مکتب سپورت جهت آموزش بیشتر امور تدریسی رسماً استخدام گردیدند. زمانی‌که فارغان انستیتیوت تربیت بدنی و سپورت در معارف و کلب‌های ورزشی ایفای وظیفه نمودند تیم‌های متعددی را ایجاد کردند که اینکار باعث رشد هرچه بیشتر والیبال در کشور گردید.
افغانستان در سال ۱۳۵۹شمسی مطابق به ۱۹۸۰ م عضویت فدراسیون جهانی را کسب کرد. استاد محمدعلی میوند در سال ۱۳۲۹ دست به ایجاد نخستین تیم والیبال در لیسه حبیبیه زد؛ و از آن به بعد تیم‌های زیادی در گوشه و کنار کشور به‌خصوص در مکاتب ایجاد گردید؛ اولین بار فدراسیون ملی والیبال توسط محترم مرحوم استاد عبدالقیوم علمزوی در ماه سرطان سال ۱۳۵۴ شمسی درافغانستان تأسیس شد. ازجمله قویترین تیم‌های آن وقت می‌توان از اردو نام برد. نخستین مسابقات انتخاباتی والیبال در سال ۱۳۴۹ هجری شمسی بین تیم‌های مختلف در مرکز برای انتخاب تیم الف کابل و تیم ب کابل دایر گردید. اولین سفر خارجی تیم ملی والیبال کشور افغانستان در سال ۱۳۵۳ هجری شمسی به تاشکند (اتحاد شوروی سابق) بود که اعضای ان تیم عبارت بودند از عبدالقدیر چپ، آدم خان قوای هوای، تجلی نفت وگاز، صوفی عبدالحمید، عطا الله، عبدالله نوابی، حمید منگل، محمد ایوب خشک، بازمحمد، طاهر سبز، عبدالعلی پنجه و جان علم خان بودند.
بازی والیبال به نسبت کوچک بودن میدانش در معارف بسرعت رشد نموده سپس به بیرون از مکاتب کشانیده شد. یکی از علت‌های که این ورزش رشد نمود بازی به شرط بود که به نام والیبال تجارتی مشهورشد. از تجارتی بازان والیبال که بعداً در تیم ملی افغانستان قبول شدند عبارتند از صوفی غلام علی مکرویان، انجنیر صدیق، قدیر، شادکام، احدشاه کل، عرفان، انور نل دوان بود. در آن سال‌ها مشهورترین تیم‌های والیبال افغانستان عبارت بودند از:تیم انستیتوت تربیت بدنی، تیم منتخب کابل، تیم کابورا، تیم افغانستان بانک، تیم دانشگاه کابل، تیم وزارت امور داخله، تیم وزارت معارف و تیم منتخب کلوپ ورزشی بود. بازیکنان نام دار آن دوره عبارت بودند از: تاج محمد؛ محمد نادر نورزاده؛ عبدالحمید صوفی؛ ولایت خان، عبدالله نوابی؛ عطاالله؛ محمد نعیم دنگ؛ آدم خان؛ تجلی نفت و گاز؛ سید منورشاه و غیره می‌باشد. فعلاً تیم‌های والیبال در تمامی مکاتب، مدارس، دانشگاه‌ها، جز و تام‌های قوای مسلح وجود دارد. محمد یونس پوپلزی رئیس فدراسیون والیبال افغانستان می‌باشد.
درین اواخر تیم ملی والیبال کشور به کمک فدراسیون و کمیته ملی المپیک به سفرهای متعدد اعضام گردیده و نتایج نسبتاً خوبی را کسب نمودند که یکی ازمهمترین آن‌ها در مسابقات جام ملت‌های آسیا درایران در سال ۲۰۱۱ م رقم خورد. تیم ملی والیبال افغانستان تیم والیبال قدرتمند ازبکستان را با نتیجه سه در مقابل یک شکست داد و پیروزی را نصیب خود ساختند.

## بسکتبال

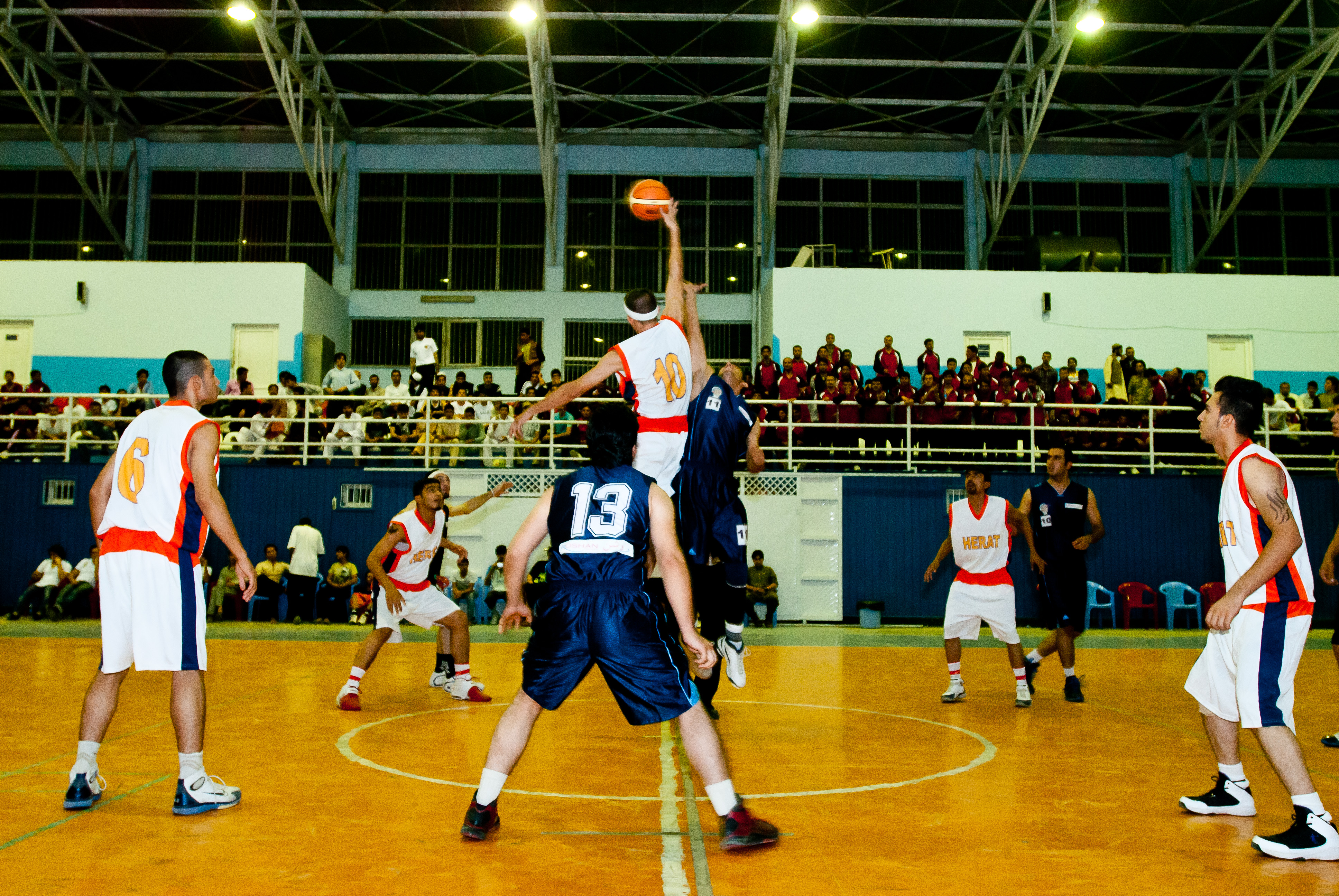
تیم ملی بسکتبال افغانستان در حال مسابقه داخلی

بسکتبال یک بازی گروهی، اجتماعی و خیلی‌ها دلچسب می‌باشد. بدین منظور در افغانستان در طول ۹۰ سال علاقمندان این بازی از سن ۱۰–۶۰ ساله بوده و عملاً این ورزش را اجرا می‌نمایند. ورزش بسکتبال در افغانستان از سال ۱۳۱۷ هجری شمسی در منطقهٔ بالای حصار کابل توسط یک مربی خارجی از کشور هندوستان به نام شاجی اساس گذاشته شد. این ورزش در مراحل اول در قوای مسلح افغانستان ترویج گردید.
در سال ۱۳۲۴ ورزش بسکتبال توسط یک معلم آمریکایی به نام فلوگر طور اساسی در لیسه حبیبیه تربیه و ترویج گردید. به همین ترتیب فعالیت‌های این رشته ورزشی در لیسه عایشه درانی هم آغاز گردید. در سال ۱۳۳۶ برای اولین بار یک تیم منتخب در این رشته ورزشی تشکیل شد. این تیم غرض انجام یک سلسله مسابقات به شوروی عازم شد. بازیکنانی که در اولین تیم منتخب حضور داشتند هر یک دکتر عرفان رفعت، کریم پوپل، شکور حمید و مجید فتاح بودند.

 اولین رئیس فدراسیون بسکتبال در کشور سلطان عزیز بود. این فدراسیون ورزشی در سال ۱۳۶۰ به‌طور رسمی به خانواده المپیک کشور پیوست و اکنون حاجی ذبیح‌الله شیخانی رئیس این فدراسیون می‌باشد که در اوایل سال ۱۳۹۱ سرپرست ریاست این فدراسیون را به عهده گرفته‌است.
فدراسیون بسکتبال در میان سال‌های ۱۳۶۰ و ۱۳۶۹ بهترین تیم ملی بسکتبال را داشته‌است. اما با آمدن جنگ و نا امنی این تیم از فعالیت بازماند و تضعیف شد. درین دوره افغانستان بهترین بازی کنان را داشت. بازی کنان مشهور آن دوره ذبیح‌الله، داود تیم حریت، نعیم تیم حریت، نعمیم چوچه تیم حریت، شا محمود تیم پامیر، ادهم ادبیات، نعیم ولف، طاوس، افضل، انجنیر محاظ اله، نعیم سیاه، ضیا رحیل، جان اله، عبداله از کابورا، دکتور عرفان، مجید فتاح، دکتر صبور و از طبقه اناث شهلا خواهر استاد ذبیح، مکی جان و آدینه بود که تا سال ۱۳۶۲ شهرت داشتند. با شروع نا آرامی‌ها یک تعداد از بازیکنان در ولایت قندوز مورد اذیت مجاهدین قرار گرفتند؛ که همه آن‌ها وطن را ترک نمودند. سپس آرام آرام در اداره و امور ورزش ضعف به وجود آمد. بعد از سال ۱۳۸۰ و امنیت نسبی فدراسیون‌ها دوباره جان گرفت و آغاز به فعالیت کردند.

 تیم ملی کشور در سال ۲۰۱۰، یازدهمین دور رقابت‌های کشورهای جنوب آسیا توانست برای اولین بار مدال قهرمانی این دور از رقابت‌ها را به‌دست آورد. همین‌طور این تیم ورزشی در سومین دور بازی‌های آسیایی ساحلی در کشور چین، توانست مقام قهرمانی این رقابت را از آن خود سازد؛ و این دست‌آوردهای مهمی می‌باشد که بعد از سال ۱۳۸۰ از این فدراسیون به چشم می‌خورد. بسکتبال ورزش است که دارای میدان مخصوص می‌باشد. در صورت عدم این میدان بازیکنان نمی‌توانند این ورزش را به پیش ببرند. در افغانستان به نسبت عدم موجودیت میدان‌های تابستانی و زمستانی این بازی نتوانسته است که در سطح جهانی خود را بکشد. در حالیکه آب و هوای افغانستان برای ورزش بسکتبال، فوتبال، والیبال، هاکی، کرکت خیلی‌ها مساعد است. فعلاً سکرتر جنرال فدراسیون ملی بسکتبال غلام غوث نیک بین است. کنون در بازی بسکتبال جوانان اروپا و آمریکا تیم ملی افغانستان را کمک می‌نمایند. تا اکنون در تمام معارف افغانستان ورزش بسکتبال همگانی نشده صرف در چند مکاتب بزرگ و عالی میدان‌های بسکتبال وجود دارد.

 اعضای تیم ملی بسکتبال افغانستان
| موقعیت        | شماره ورزشکار | نام ورزش کاران  | سن بازیکن    | قد ورزش کار | کلپ ورزشی بازیکن | محل کلپ ورزش کار |
| ------------- | ------------- | --------------- | ------------ | ----------- | ---------------- | ---------------- |
| جی            | ۴             | یوسف اعتمادی    | ۳۴ ساله ۱۹۷۸ | ۱٫۹۱ متر    | مالیبو           | افغانستان        |
| ایف           | ۵             | نفی مشرقی       | ۳۲ ساله ۱۹۷۹ | ۲٫۰۱ متر    | -                | افغانستان        |
| ایف           | ۶             | قیس حیدر        | ۲۳ ساله      | ۱٫۹۳        | -                | افغانستان        |
| پی گی         | ۷             | مسیح طاهری      | ۲۲ ساله      | ۱٫۸۵        | -                | افغانستان        |
| ایف           | ۸             | سید انصاری      | ۲۲ساله       | ۱٫۸۳        | -                | افغانستان        |
| پی اف         | ۹             | حبیب کبیر       | ۲۴           | ۱٫۹۳        | -                | افغانستان        |
| گ             | ۱۰            | عبداله کریمی    | ۲۸           | ۱٫۸۳        | -                | افغانستان        |
|               | ۱۱            | هارون عارفی     | ۲۴           | ۱٫۹۳        | -                | افغانستان        |
| گ             | ۱۲            | علی نورزاد      | ۲۵           | ۱٫۹۳        | -                | افغانستان        |
| گ             | ۱۳            | صفی مجددی       | ۲۵           | ۱٫۸۳        | -                | افغانستان        |
| پ گ           | ۱۴            | محمد صورتگر     | ۲۰           | ۱٫۸۳        | -                | افغانستان        |
| اف            | ۱۵            | سعید امیری      | ۲۳           | ۱٫۹۶        | -                | افغانستان        |
| سر مربی تیم   | ۱۶            | محمد رفیق       | -            | -           | -                | افغانستان        |
| هربی و کول زن | ۱۷            | عبدالواسع پژمان | -            | -           | -                | افغانستان        |

## اسکی
در افغانستان از قدیم ورزش به نام سرجه مشابه به اسکی وجود داشت. فرق بین سرجه و اسکی اینست که سکی در حالت ایستاده و سرجه در حالت نشسته و یا خواب انجام می‌گردد. برای اولین بار ورزش سکی در سال‌های ۱۳۵۰ از طرف ریاست گرزندوی در چوک ارغندی کابل به بنیاد گذاشته شد. این ورزش الی سال‌های ۱۳۵۷ علاقمندان زیادی در کابل داشت. از سال ۱۳۵۷–۱۳۸۹ از ورزش اسکی دیگر خبری نبود. تا آنکه در سال ۱۳۸۹ مسابقه ورزش سکی در نزدیکی شهر بامیان از طرف اداره فوند آغاخان برگزار شد. سپس در سال ۱۳۹۰ مسابقات اسکی دوباره درین محل صورت گرفت. در مسابقات ۲۰ ورزشکار از انگلستان، آمریکا، سوئد، هند و ۱۰ ورزشکار از افغانستان شرکت ورزیده بودند. امید است این سپورت زمستانی درین کشور رونق خوبی دریابد.

## کریکت
ورزش کریکت در افغانستان برای نخستین بار در ۱۸۳۹ (۱۱۱۸ ه‍. خ) توسط سربازان کمپانی هند شرقی بریتانیا که بر قندهار، جلال‌آباد و کابل فرمانروای می‌نمودند، بازی می‌شد. اما در میان سال‌های ۱۳۷۳–۱۳۸۰ هجری شمسی مهاجرین افغان در پاکستان با بازی کریکت آشنا شدند؛ و در سال‌های اخیر و با بازگشت تعداد زیادی از مهاجران افغان از پاکستان در افغانستان رواج پیدا کرده‌است.

 در سال ۱۹۹۵ (۱۳۷۴ ه‍. خ) فدراسیون کریکت افغانستان تأسیس شد. در دوران سلطهٔ طالبان (۱۹۹۶–۲۰۰۱ م. /۱۳۷۵–۱۳۸۰ ه‍. خ)، بازی کریکت در ابتدا همانند بسیاری دیگر از ورزش‌ها توسط طالبان ممنوع شد، اما در سال ۲۰۰۰ (۱۳۷۹ ه‍. خ) کریکت استثناء شده (بعنوان تنها ورزشی که توسط طالبان مجاز شمرده می‌شده) و فدراسیون کریکت افغانستان تشکیل شد و در سال ۲۰۰۱ (۱۳۸۰ ه‍. خ) به عضویت انجمن بین‌المللی کریکت (ICC) درآمد.

در سال ۲۰۰۳ (۱۳۸۲ ه‍. خ) تیم ملی کریکت افغانستان در دو تورنمنت در پاکستان شرکت کرد و توانست نخستین پیروزی خود را برابر پاکستان به دست آورد. این تیم در سال ۲۰۰۴ در بازی‌های جنوب آسیا در میان ده کشور شرکت‌کننده ششم شد. در ۲۰۰۶ کریکت‌بازان افغان با دست یافتن به مقام نایب قهرمانی در بازی‌های خاورمیانه و شکست دادن مایک گتینگ کاپیتان اسبق انگلیسی در بمبئی به موفقیت‌های چشمگیری دست یافتند.

تیم ملی در بازی‌های تابستان ۲۰۰۶ انگلستان شرکت کرد و توانست ۶ بازی از ۷ بازی را با پیروزی خاتمه بخشد. در همان سال با غلبه بر نپال در مسابقات حذفی مسابقات آسیایی کریکت در مالزی سوم شد. کریکت‌بازان افغان نخستین قهرمانی در یک تورنمنت بین‌المللی را در نوامبر سال ۲۰۰۷ در جام ۲۰ آوره آسیا در کویت به‌دست آوردند.

### مسابقات انتخابی جام جهانی ۲۰۱۱
تیم ملی در سال ۲۰۰۸ برای شرکت در دور پنجم (Division Five) مسابقات انتخابی جام جهانی ۲۰۱۱، رهسپار جزیره جرزی بریتانیا شد و در سه مسابقه پیاپی در برابر تیم‌های کریکت باهاما، جاپان (ژاپن) و بوتسوانا با نتایج خوبی به پیروزی رسید، اما در برابر تیم سنگاپور متوقف شد. این تیم موفق شد جزیرهٔ جرزی، میزبان مسابقات را نیز شکست دهد. با این پیروزی، تیم ملی کریکت افغانستان، به همراه جرزی به دور چهارم (Division Four) مسابقات انتخابی جام جهانی کریکت سال ۲۰۱۱ راه یافتند.

دور چهارم مسابقات، ماه اکتبر ۲۰۰۸ در کشور تانزانیا برگزار شد و تیم کریکت افغانستان با هشتاد امتیاز تیم فیجی را از سر راهش برداشت. در دومین روز آن، افغانستان با ۱۲۴ امتیاز جرزی را مغلوب کرد. تیم کریکت افغانستان با بازی خوب کریم و نوروز مَنگَل کاپیتان این تیم، در بازی ۵ اکتبر، مقابل جرزی توانست ۲۰۳ امتیاز را از آن خود کند. در هر دو بازی اول و دوم، مقابل فیجی و جرزی، عنوان بهترین بازیکن را نیز تیم افغانستان از آن خود کرد. در بازی مقابل فیجی حمید حسن، سریع‌ترین بازیکن تیم افغانستان بهترین بازیکن مسابقه شناخته شد و در بازی مقابل جرزی، نوروز منگل کاپیتان تیم کریکت افغانستان این عنوان را به خود اختصاص داد. تیم کریکت افغانستان با شکست تیم‌های فیجی، جرزی، هنگ کنگ و ایتالیا به قهرمانی این مسابقات رسید و فرصت راه یافتن به دور سوم (Division Three) رقابت‌های مقدماتی جام جهانی ۲۰۱۱ آرژانتین را به دست آورد.

در دور سوم بازی‌های مقدماتی جام جهانی ۲۰۱۱ آرژانتین، افغانستان به علاوه تیم میزبان، تیم‌های پاپوا گینه نو و هنگ کنگ را هم مغلوب کرد. اما در بازی با تیم اوگاندا، پیروزی را به تیم حریف واگذار کرد. به این ترتیب تیم ملی کریکت افغانستان با یک باخت و چهار برد، به مقام نخست این بازی‌های دست یافت. با این پیروزی، تیم ملی کریکت افغانستان، به همراه اوگاندا به مسابقات انتخابی جام جهانی کریکت اپریل ۲۰۰۹ در آفریقای جنوبی راه یافتند. در مسابقات انتخابی جام جهانی آوریل ۲۰۰۹ آفریقای جنوبی، تیم ملی کریکت افغانستان با غلبه بر تیم‌های دانمارک، برمودا و هلند (در برابر تیم‌های کنیا و امارات متحده عربی مغلوب شد) به مرحلهٔ هشت ممتاز (Super Eights) راه یافت. این بار افغانستان در برابر تیم‌های ایرلند، اسکاتلند و نامیبیا به پیروزی رسید، اما در برابر تیم کانادا مغلوب شد و نتوانست به جام جهانی ۲۰۱۱ راه یابد، اما مقام "ODI Status" را از آن خود کرد.

### مسابقات جام جهانی ۲۰ آوره ۲۰۱۰
تیم ملی کریکت افغانستان در ۱۳ فوریه ۲۰۱۰ (۲۴ دلو (بهمن) ۱۳۸۸) با پیروزی بر تیم ملی کریکت امارات متحده عربی و با کسب ۱۰۱ امتیاز، برای نخستین بار به یک جام جهانی ۲۰ آوره راه یافت، اما در جام جهانی، که از ۳۰ اپریل تا ۱۶ می ۲۰۱۰ در سنت لوسیا از جزایر کارائیب برگزار شد، در دو بازی نخست خود در مقابل هند و آفریقای جنوبی مغلوب شد و نتوانست به مراحل بعدی جام جهانی صعود کند.

## گلف
این ورزش در سال ۱۹۰۰ م در زمان زمام داری امیر حبیب‌اله به کشور داخل شد. فعلاً بازی گلف صرف یک میدان دارد که در نزدیکی بند قرغه موقعیت دارد. بند ابی قرغه در زمان ظاهر شاه توسط آمریکایی‌ها به منظور آبیاری فارم بادام باغ اعمار گردید. این بازی به نسبت عدم میدان تا اکنون در افغانستان چندان انکشاف ننموده است.

 فدراسیون گلف افغانستان تلاش دارد تا در سال ۲۰۱۲ خورشیدی ورزش گلف را با آموزش مربیان داخلی، به سایر ولایات نیز گسترش بدهند؛ و می‌گوشند تا زمینه را برای اشتراک ورزشکاران کشور در رقابت‌های برون مرزی مساعد سازند. ورزش گلف از ۲۰۰۳ به این طرف به صورت فعال‌تر روی آن کار صورت گرفته‌است.

در سال ۲۰۱۱ حشمت الله سروری قهرمان بازی گلف در افغانستان، برای مسابقه دوستانه با تایگروودس قهرمان ۹ دوره‌ای جهان عازم دوبی شد. درین ورزش تایگروودس بازی را برد. در حال حاضر حدود ۸۰ ورزشکار به این ورزش می‌پردازند که در میانشان چهار خانم نیز در این رشته فعالیت می‌کنند. دکتر مصطفی مستور، رئیس فدراسیون و محمد افضل، مربی تیم گلف افغانستان می‌باشد.

## رگبی
هندبال نوع ورزش است شبه فوتبال اما به عوض پا با دست توپ بازی می‌نمایند. در هند بال بازی با پا فول است. این ورزش برای نخستین بار در افغانستان، پس از سال ۱۳۲۴ خورشیدی شامل برنامه تدریسی مکتب سپورت مربوط وزارت معارف گردید؛ که توسط آقای مستر (تش) آلمانی به شاگردان تدریس می‌گردید. شاگردان در آن زمان به هندبال ۱۱ نفری می‌پرداختند. این ورزش آرام آرام میان شاگردان دیگر مکاتب نیز عمومیت پیدا نمود؛ و مسابقات آن در لیسه‌های حبیبیه، استقلال، غازی، نجات، رحمان بابا، خوشحال خان و نادریه کابل از سوی مدیریت عمومی تربیت بدنی وزارت معارف راه‌اندازی می‌گردید که زیاده مقام قهرمانی را شاگردان لیسه تربیت بدنی ازآن خویش می‌نمودند. برای ترویج این ورزش در مکاتب استاد سید محمد ابراهیم شمیم، آقا محمد بهر، و سمیع خان که هر کدام به نوبه مدیر و معاون مکتب سپورت بودند تلاش زیادی به خرج دادند.
در سال ۱۳۴۹ خورشیدی نخستین دوره از فارغان مسلکی تربیت بدنی که از خارج به وطن بازگشت نمودند، هندبال هفت نفری را میان شاگردان لیسه تربیت بدنی مروج ساختند. پس از سال ۱۳۵۱ خورشیدی دوره دوم از فارغان مسلکی تربیت بدنی افغانستان از خارج به وطن شان برگشتند، استاد غلام سخی محمدی در راستای ترویج قوانین و مقررات بازی هفت نفری هندبال خدمات شایانی را انجام داد و ده‌ها مربی و بازیکن این رشته را از طریق انستیتیوت تربیت بدنی و کلب‌های آزاد تقدیم جامعه نمود. در سال ۱۳۵۹ خورشیدی تیم‌های کلوپ ورزشی اردو، کابورا، شاهین، امنیت ملی، و وزارت داخله تشکیل گردید و رقابت‌ها میان آن‌ها همه ساله برگزار می‌شد. از میان این ورزشکاران همین تیم‌ها ماهرین آن برای انجام رقابت‌ها عازم کشورهای بلغاریا، چکسلواکی، مجارستان، تاجکستان و ازبکستان گردیدند. تا آنکه فدراسیون هندبال در سال ۱۳۵۹ خورشیدی در چهارچوب کمیته ملی المپیک به وجود آمد.

## بید منتون
بید منتون بازی ملی شهر پونه شمال هندوستان بوده که پس از قرن ۱۸ توسط انگلیس‌ها رشد نموده و در قرن ۱۹ به افغانستان وارد گردیده‌است. این ورزش طور رسمی از سال ۱۳۵۲ به بعد در افغانستان شروع به فعالیت نموده تا سال ۱۳۶۵ ادامه داشت سپس به دلیل آغاز جنگ سرعت رشد این ورزش به مدت ۱۴ سال به کندی پیش می‌رفت. قبل از سال ۲۰۰۱ این ورزش طور انفرادی وجود داشت. در سال ۱۳۸۱ طور رسمی فعالیت خود را از سر گرفت. در سال ۱۳۸۲ عضویت کنفدراسیون جهانی بدمینتون را کسب نموده‌است. این ورزش هم‌اکنون در ۱۷ ولایت کشور به صورت رسمی فعالیت دارد. در حال حاضر تیم ملی بدمینتون کشور ۲۶ عضو دارد که در بین آن ۱۲ خانم نیز فعالیت دارند و در مجموع تیم جوانان و نوجوانان بدمینتون کشور به ۶۲ تن می‌رسد و مربی تیم بدمینتون استاد مرتضی رضایی است که در جمنازیوم کمیته ملی المپیک تیم‌های ملی را تمرین می‌دهد. فعلاً این ورزش به نسبت عدم جمنازیوم ومیدان‌های به‌خصوص با مشکلات زیاد مواجه است. بدین منظور نمی‌تواند که در سطح جهانی موفقیت حاصل نماید.

## هاکی
ورزش هاکی در افغانستان از سال ۱۹۳۴ در چارچوب کمیته ملی المپیک ایجاد شد. در سال ۱۹۳۶ تیم ملی هاکی در المپیک برلین شرکت نمود و زمانی از شمار ورزش‌های افتخارآفرین بود. این ورزش زیاده از طرف گلوپ ورزشی اردو تعقیب و پشتیبانی می‌شد. پس از سال‌های ۱۳۶۷ به‌تدریج علاقمندان کمی را در خود داشت تا آنکه پس از سال۱۳۷۳ ناپدید گردید. بعد از ۲۰۰۲ دوباره در چوکات اردو افغانستان راه پیدا نمود. اکنون بازی کنان ورزش هاکی در داخل کشور و خارج کشور وجود دارد. علاوه بر تیم‌های معارف و اردو چهار تیم هاکی دیگر وجود دارند. ولایت هرات که در روند توسعه ورزش فعالیت‌های شایان را انجام داده‌است یک تیم ورزش هاکی نیز دارد.

## بیلیارد
انگلیس‌ها این بازی را برای اولین بار در خانواده سلطنتی مروج ساخت. این بازی در زمان سلطنت شاه امان‌اله روی چند تخته بازی می‌شد. سپس در زمان ظاهر شاه چند تخته ازین ورزش در خانواده سلطنتی وارد گردید. برای اولین بار در سال ۱۳۴۰ کلب بیلیارد در اردو و شهرنو کابل ایجاد گردید. الی سال ۱۳۵۷ صرف دولتمندان وخانواده سلطنتی در کلپ شهر نو این ورزش را تعقیب می‌نمودند. پس از سال ۱۳۵۷ در هر گوشه و کنار شهر کابل کلب‌های بیلیارد آغاز به فعالیت نمود. الی سال ۱۳۶۲ در تمامی نقاط شهر کابل کلب‌های بیلیارد تأسیس گردید. بازیکنان این ورزش معمولاً افراد بیکار، خوشگذران و غیره بود. تا آنکه در کنار میزهای بیلیارد جای خطرناکترین افراد ولگرد شد. فعلاً در کابل و در ولایات به صداها کلپ ورزشی بیلیارد وجود دارد؛ و بازیکنان خیلی ماهر نیز دارد که تعداد آن بیشمار است.

## اسنوکر
ورزش اسنوکر نوع متحوله از بیلیارد می‌باشد. و در بالای تخته بلیار انجام می‌پذیرد. در بازی سنو کر توپ‌ها از کدام طرفی نبوده هر توپ از خود نمره داشته شامل ۲۱ توپ است. ۱۵ توپ قرمز رنگ، یک توپ مشکی، یک توپ صورتی، یک توپ آبی، یک توپ قهوه‌ای، یک توپ سبز و یک توپ زرد. هر توپ قرمز یک امتیاز دارد. سایر توپ‌ها بترتیب: توپ مشکی = ۷، توپ صورتی = ۶، توپ آبی = ۵، توپ قهوه‌ای = ۴، توپ سبز = ۳ و توپ زرد = ۲ امتیاز است. در قوانین نسخهٔ انگلیسی این بازی هر بازیکن بس از زدن هر توپ قرمز مجاز به زدن یک رنگی خواهد بود و حداکثر امتیازی که یک بازیکن قادر به گرفتن آن است ۱۴۷ امتیاز است.
خطاها برای توپ‌های زرد، سبز و قهوه‌ای چهار واحد، آبی ۵، صورتی ۶ و مشکی ۷ واحد است. این خطاها در صورتی که بازیکن به اشتباه به آن‌ها ضربه بزند (توسط توپ سفید، دست، چوب، رست) و همچنین بروز خطاهای دیگر در هنگام و در طول ضربه زدن به توپ‌های اعلام شده‌است. اگر توپ سفید هنگام وارد شدن ضربه به هیچ‌یک از توپ‌ها برخورد نکند فول محسوب شده و ۴ امتیاز برای حریف محسوب خواهد شد.

ورزش اسنوکر در افغانستان سابقه طولانی نداشته درین چند سال آخیر مروج گردیده‌است. اولین اسنوکر باز افغانستان صالح محمد محمدی است. بازی کنان مشهور اسنوکر صالح محمد رئیس خان و زمری حساس است. افغانستان در سطح جهانی جای پنجم و در آسیا پس از چین جای دوم قرار دارد

## دو چرخه سواری
فدراسیون دوچرخه رانی در سال ۱۳۶۳ در چهار چوب ریاست کمیته ملی المپیک آغاز به فعالیت نموده‌است و هم‌اکنون ۱۵۰ ورزشکار در ۱۴ ولایت در این رشته فعالیت می‌کنند. این فدراسیون ۶ سال پیش عضویت فدراسیون جهانی دوچرخه رانان را نیز به‌دست آورده‌است. مشهورترین بازی سال ۱۳۶۴ احسان بود. اکنون سید علی اصغر جعفری یکی از قهرمانان دوچرخه رانی افغانستان شمرده می‌شود.

## بوکس
طور انفرادی تعداد از جوانان کابل پس از معرفی بوکس از طرف محمدعلی کلی به مشت زنی آغاز نمودند. بنیاد مشت زنی فنی را در افغانستان استاد عبدالرشید بیغم پایه‌گذاری نمود. او در سال ۱۳۲۳ هجری خورشیدی که تازه از انستیتیوت تربیت بدنی آلمان به وطن برگشته بود کلپ مشت زنی را در کلپ ثقیله معارف ایجاد نمود. استاد حسن بیک ترکی نیز در همین زمان به عنوان مهمان و استاد به وزارت معارف از خارج دعوت شده بود؛ و این دو ورزشکار غرض غنا و تکامل مشت زنی در افغانستان دو شادوش هم در حرکت بودند. پس از وفات استاد بیغم یکی از شاگردانش به نام عبدالقیوم نیرو لطیف مسؤولیت پیشبرد تمرینات مشت زنی را درین کلپ بر عهده گرفت؛ و نقش خود را درین بازی خوب اجرا کرد. بعداً وی هم جهان فانی را وداع گفت. این سه تن شاگردان زیادی را تربیت نمودند، کلب‌های زیاد در نقاط مختلف کابل ایجاد گردید و تعداد ورزشکاران مشت زنی همه روزه بیشتر می‌گردید.

 نخستین رقابت‌های رسمی مشت زنی در سال ۱۳۵۴ در ورزشگاه غازی استدیم کابل برگزار گردید که پس ازان از میان ورزشکاران شرکت‌کننده مشت زنان ماهر آن‌ها به تیم ملی مشت زنی کشور برگزیده شدند؛ که استاد محمدعلی خان مسؤولیت پیشبرد تمرینات تیم ملی مشت زنی کشور را بر عهده گرفت.
نخستین سفر تیم ملی مشت زنی افغانستان به شهر دوشنبه تاجکستان بود که ورزشکاران افغان ازان رقابت‌ها تجارب زیادی کسب نمودند. ورزشکاران مشهور آن دوره عبارت بودند از:

 عزیز احمد اختری؛ عزیزالله عزیزی؛ جیلانی؛ فیض محمد کارمند؛ صلاح الدین صدیقی؛ عبدالغفور رغبت؛ نجیب الله حسینی و استاد عارف و… بود. پس از سال ۲۰۰۱ این ورزش دوباره در کشور مروج گردیده در هر گوشه و کنار شهرهای بزرگ کلب‌های ورزشی بوکس دیده می‌شود. قهرمانان بوکس فعلی افغانستان حمید رحیمی و و بکتاش سعیدی می‌باشد. حمید رحیمی بوکسر حرفه‌ای افغانی مقیم جرمنی بتاریخ ۲۴٫۰۲٫۲۰۱۲ بعد از پیروزی بر ورزشکار بلاروسی لقب قهرمانی جهانی بوکس را از اتحادیه دبلیو بی یوWBU به‌دست آورد. بکتاش سعیدی قهرمان تای بوکسینگ به نام ببر افغانی مشهور است.

## تنیس
ورزش تنیس برای بار اول در زمان حبیب‌اله خان وارد افغانستان گردید. این ورزش دارای جال ومیدان مخصوص می‌باشد. بدین لحاظ در افغانستان صرف چند میدان وجود داشت. این ورزش در سال۱۳۵۲ شامل کمیته ملی المپیک افغانستان گردید الی سال ۱۹۹۰ مسابقات این ورزش صرف در داخل کشور صورت می‌پذیرفت. در۳ عقرب سال ۱۳۹۰از میان ۶۰ بازی کن ۳۲ بازی کن در تیم ملی افغانستان قبول شدند. ۱۲ تن این ورزشکاران عضویت تیم بزرگسالان، ۱۰ تن از تیم جوانان و۱۰ تن دیگر از تیم نوجوانان انتخاب گردیدند. طبق گزارش کمیته ملی المپیک حدود ۲۰۰ تن در کابل، هرات، غزنی، پروان و ننگرهار، به این رشته می‌پردازند

## کاراته
ورزش کاراته در سال ۱۳۵۴ در افغانستان رایج گردیده و از ۱۳۶۸ به بعد به صورت رسمی فعالیت خود را آغاز کرده‌است. و به هزاران جوان علاقمند این ورزش گردیدند. الی سال‌های ۱۳۷۲ کلب‌های ورزشی کاراته در هر گوشه و کنار کابل و بعضی شهرهای بزرگ دیده می‌شد. پس از۱۳۷۳ در بعضی شهرها به حالت ضعیف باقی‌مانده بود. از سال ۲۰۰۲ به بعد این ورزش دوباره فعال گردیده و تعداد از کلب‌های ورزشی در شهرها باز شده‌است. کنون در ۲۶ ولایت فعالیت داشته و بیش از ده هزار ورزشکار در ۲۵۰ باشگاه مصروف این ورزش‌اند. از جمله ۲۵۰ تن خانم‌ها می‌باشند. رئیس کنفدراسیون کاراته افغانستان غلام جیلانی غروب بوده به تعداد ۹۶ تن عضو تیم ملی افغانستان می‌باشد. از بازی کنان خوب این ورزش نعمت‌الله مؤدب، محمدباقر محقق، باشگاه حفیظ اله قهرمان، ذبیح‌الله ایوبی، کلپ ذکریا قاضی زاده و غیره می‌باشد. تیم ملی کاراته افغانستان در مسابقات ورزشی هاشی آرا کاراته که در ماه ثور سال ۱۳۹۰ در کشور دانمارک به راه انداخته شده بود وحید احمد جویا با کسب یک مدال طلا، فرید دوراندیش، فریداحمد جویا، اسدالله مبارز، ذبیح‌الله و یحیی، با کسب پنج مدال برنز توانستند مقام چهارم مسابقات جهانی دانمارک را از آن خود کند. درین اواخر تیم فراه خوب درخشیده‌است. تا اکنون فدراسیون کاراته افغانستان ۱۹ دور مسابقات این ورزش را براه انداخته‌است.

## تکواندو
ورزش تی کوان دو یعنی پا مشت و مبارز یکی از ورزش‌های است که در افغانستان علاقمندان خیلی دارد. علت آن اینست که جوانان کوشش می‌نمایند درین کشور پر جنجال استعداد دفاع از خود را داشته باشند. ورزش تکواندو برای اولین بار در سال «۱۳۵۲ هجری شمسی، مطابق ۱۹۷۳میلادی» توسط یکنفر آمریکایی سیاه پوست به نام آقای «فل کنگهم» که در آن وقت به صفت استاد تربیت بدنی و سپورت در دانشگاه کابل ایفای وظیفه می‌کرد، در بین محصلین دانشگاه کابل به سیستم و یاسبک «یانگس» رونق داده شد و از جمع در حدود ۶۰تن از شاگردانش هریک:
«استاد اسد «اوریاخیل»، استاد همایون، استاد عتیق، استاد حبیب، استاد مصطفی، استاد خلیل، استاد واحد، استاد معراج «اریوبی»، استاد اکبر «حیدری» و دیگران» توانستند تا در کمترین فرصت این ورزش را آموخته، به درجه استادی ارتقاء نمودند و به مرور زمان کلب‌های مستقل را به نام خویش ایجاد کنند که ضمناً ایشان به نام «اولین شاگردان یا استادان» مکتب ورزش رزمی تکواندو در افغانستان شهرت دارند. فل کنگهم خواست این ورزش را برای معارف افغانستان نیز تدریس نماید. او فقد دو روز در لیسه حبیبیه توانست شاگردان را تدریس نماید بیاد دارم حدود ۷۰۰ نفر شاگرد حاضر بودند تا این فن را بیاموزند. پس از دو تمرین دولت وقت تدریس این ورزش را در معارف ممنوع قرار داده صرف در دانشگاه کابل اختصاص داد. اولین «بنیان‌گذار و شاگردان» ورزش رزمی تکواندو در افغانستان اسدالله «اوریا خیل» می‌باشد. اوریاخیل شخصاً اولین شاگرد ماهر، اولین بنیادگذار کلب ورزش تکواندو در شهر کابل و استاد ماهر تکواندو بود.

در سال ۱۹۸۰ میلادی سبک دومی ورزش رزمی تکواندو به نام «پومسه» توسط استاد عبدالناصر «هوتکی» نیز رایج شد، که فعلاً هردو سبک یا سیستم که تفاوت نسبی در چگونگی اجرای «فارم و مبارزه» می‌باشد، مورد تدریس قرار دارد. بدین ترتیب دوره دوم سوم و… شاگردان را تربیه نمودند. استادان مشهور تکواندو پس از دوره اول افغانستان عبارتند از استاد محسن «وفا» استاد خواجه حمیدالله «صدیقی» استاد امیر «سلطانی» استاد هارون شاه «صمد» استاد عتیق استاد معراج «اریوبی» حسین آقا «جوادی» استاد یاسین و استاد نجف حسین آقا «جوادی» استاد خلیل می‌باشد. استاد امیر «سلطانی» که دارنده کمربند درجه چهارم به رنگ سیاه «دان ۴» است، تصدیق نامه مربی کلاس نهایی «آ» سازمان تکواندو اروپا را به‌دست دارد او در سبک «یانگس» و «پومسه» ورزش رزمی تکواندو مهارت خاص دارد.
استادان ورزش تکواندو، در سال «۱۹۹۲ میلادی مطابق ۱۳۷۱ هجری شمسی» توانستند تا فدراسیون را ایجاد نموده و از طریق کمیته ملی المپیک افغانستان، عضویت فدراسیون تکواندوی جهانی را کسب نمایند. توسط استاد عبدالناصر «هوتکی» نیز بنیاد گذاشته شد. فعلاً استاد شیرزوی رئیس فدراسیون آ تی ایف تکواندو می‌باشد.
به اساس نوشته‌های استاد امیر ورزش رزمی تکواند به تعداد «ده» درجه (کوپ)، «شش» رنگ اصلی و «نه» رنگ کمربند استادی «دان» وجود دارد که به اساس چهارپایه مهم تکواندو توأم با امتحانات «نظری و عملی» استوار می‌باشد، و هر کدام از کمربند و رنگ‌ها در اساس مکتب ورزش تکواندو، مفاهیم جداگانه خود را دارد:
1. رنگ سفید: آغاز کشت تخم در زمین، یا بی گناهی.
2. رنگ زرد: آموزش یا زمینی که در آن تخم کاشته شده نمو و جوانه می‌زند.
3. رنگ سبز: آموزش و لیاقت، ویا زمینی که تخم کاشته شده شاخچه و برگ می‌کشد.
4. رنگ آبی: آموزش با مهارت یا شاخچه و برگ در حال درخشش به طرف آسمان می‌باشد.
5. رنگ سرخ: پخته شدن میوه، ویا آمادگی گرفتن برای مواظبت از خطرات «حریف».
6. رنگ سیاه: مسیر حرکت به «مرحله غلیان در فنون» یا رسیدن به در جه مهارت کامل.

از اینکه فضای آزاد افغانستان مساعد به این ورزش است کنون به هزاران علاقمندان این ورزش به پیش می‌برند. در مسابقات المپیک ۲۰۰۸ و۲۰۱۲ روح‌الله «نیکپا» در بخش ورزش رزمی «تکواندو» مقام سوم
و مدال برنز را کسب کرد. نثار احمد بهاوی در بخش تکواندو نیز شرکت نموده بود.
ورزشکاران تکواندو افغانستان در سال ۱۳۸۹ در مسابقات تکواندو که در شهر لکنهوی هند برگزار گردید توانست قهرمانی این رقابت‌ها را به نام خود کند.
این مسابقات بین ۲۰ تیم از ۸ کشور آسیایی برگزار شده بود که تیم تکواندوی افغانستان توانست حریفانش را شکست دهد و با ۱۵ مدال طلا، ۷ نقره و ۶ برنز مقام قهرمانی این مسابقات را کسب کرده و به خانه برگردد. درین مسابقات تیم افغانستان مقام اول هند مقام دوم و تیم چین مقام سوم را کسب کردند.

## کونگ‌فو
ورزش کونگ‌فو در افغانستان سابقه طولانی نداشته در سال‌های حدود ۱۳۶۲ داخل اردو افغانستان گردیده‌است. در سال ۱۳۶۸ فدراسیون کونگ‌فو تشکیل گردید. فعلاً رئیس این فدراسیون عبدالرحیم یوسفی می‌باشد. موصوف نیز بنیان‌گذار فدراسیون کونگ‌فو می‌باشد.
پس از سال ۲۰۰۲ این ورزش بسرعت رشد نموده و تعداد زیادی از افغان‌ها علاقمند گردیدند. کنون تعدادی زیادی افغان‌ها در داخل و خاک به این ورزش مشغول‌اند. تیم ملی کونگ‌فو افغانستان تا اکنون چندین مسابقه را در خارج کشور اجرا نموده و موفقیت‌های را نصیب کشور کرده‌است. ورزش کاران مشهور این رشته احسان شفیق خان آقای محمدی راز محمد سمنگانی محمد امین محمدی حسین صادقی قهرمان آدم خان رحمت‌الله محمود و غیره می‌باشد. چنانچه در سال ۱۳۹۰ تیم ملی کونگ فو توآ افغانستان مقام سوم رقابت‌های بین‌المللی کونگ فو را به دست آوردند. در این رقابت‌ها افغانستان با به دست آوردن ۲ مدال طلا و ۴ برنز سوم شد. در این رقابت‌ها خان آقای محمدی و راز محمد سمنگانی مدال‌های نقره به دست آوردند. این رقابت‌ها با حضور بیش از ۲۰ کشور در شیراز ایران برگزار شده بود و یک هفته ادامه داشت. در این رقابت‌ها به نمایندگی از افغانستان ۸ مبارز، یک مربی، یک داور و ۲ ناظر حضور یافته بودند.
به گزارش شبکه اطلاع‌رسانی افغانستان، عاطفه محمدی، مهاجر افغانی در ایران مدال طلای مسابقات کشوری نیو کونگ فو را از آن خود کرد. حسین صادقی قهرمان کونگ فو و ووشو افغان و اولین ستاره افغان در سینمای هالیوود گردید.
کونگ‌فوکاران افغانستان در سبک جدید (هونگار) در یک مسابقه دوستانه در کشور پاکستان توانستند مقام نخست این مسابقات را از آن خود کنند. به گفته‌استاد صابر معاون فدراسیون ورزش کونگ‌فو (هونگار)، کونگ‌فو کاران افغانستان با کسب ۹ مدال طلا، ۳ نقره و ۴ برنز مقام اول این مسابقات را کسب کردند. درین مسابقه آدم خان در رده سنی بزرگسالان، رحمت در رده سنی جوانان، محمود در رده سنی نوجوانان در این مسابقات به عنوان بهترین مبارزین شناخته شده‌اند. همچنان قادر ورزشکار خردسالان کشور به عنوان خوش تکنیک‌ترین ورزشکار شناخته شد.
این مسابقات با اشتراک ۶ تیم در کشور پاکستان برگزار شد. در پایان این مسابقات تیم افغانستان توانست مقام نخست را از آن خود کند و تیم‌های، بلوچستان، پنجاب و مهاجرین افغانستان مقیم پاکستان به ترتیب دوم، سوم و چهارم شدند.

## کونگ‌فو چینی (ووشو)
کونگ فو ووشو نوع ورزش چینی است. واژه "Kung fu wushu" به معنای مردی است که در هنر رزمی کامل می‌شود. در واقع کلمه wushu که به معنای «مطالعه جنگ» است. بروسلی شخص بود که این ورزش را جاودانه کرد. این ورزش توسط یکنفر افغان مهاجر به نام محمدحسین از ایران به افغانستان انتقال گردید. در ابتدا ورزش ووشو را استاد محمد حسینی زیر نظر استاد علی رضا سهراب زاده بنیان‌گذار ووشو ایران تعلیم دید استاد حسینی شاگرد ارشد استاد سهراب زاده بود. محمد حسینی دومین نفر ووشو ایران و اولین نفر است که ورزش کونگ‌فو ووشو را در افغانستان مروج ساخته‌است. در سال ۲۳/۳/ ۱۳۶۳ موصوف تمرینات را درین رشته آغاز نموده و در سال ۱۳۶۵ تعلیم دهی را با برادرش عباس حسینی در بین مهاجرین افغان و ایرانیان شروع نمود. استاد حسینی باشگاه‌های را در تهران قم و مشهد تأسیس نموده شاگردان و مربیان زیادی را تحویل جامعه دادند. از جمله می‌توان از استاد حامد شفائی سرمربی تیم ملی و رئیس انجمن کنگ فو ووشو فنلاند و استاد حسین صادقی یکی از ووشو کاران معروف استرالیا و رمضان شاهد نام برد. در سال ۱۳۷۱ انجمن ووشو افغانستان به ریاست استاد محمد حسینی در تشکیلات تربیت بدنی ح. و. ا. ا تأسیس شد و نمایندگی‌های قم و مشهد را فعال کرد. در سال ۱۳۸۳ فدراسیون ووشو افغانستان با حضور استاد محمد حسینی استاد سید رحمن یورش و… تأسیس شد.

## کیک بوکس
کیک بوکس از ورزش‌های رزمی است که در افغانستان سابقه دور ندارد. پس از سال ۲۰۰۲ در کشور توسط افغان‌های مهاجر در کشور راه یافته‌است. در حال حاضر ده‌ها باشگاه آن در شهر کابل فعالیت می‌کنند و صدها تن از جوانان مصروف ورزش در این باشگاه و در این رشته ورزشی هستند. کنون در اکثر شهرها کلب‌های این رشته باز شده‌است. ورزش کاران این رشته با شجاعت توانستند نام نیک به کشور خود به ارمغان بیاورند. چنانچه روح‌الله محمدی، دستگیر پنجشیری و اجمل فرازی، ملی پوشان کیک بوکسینگ افغانستان که در ۹مه سال۲۰۱۱ دو مدال طلا و دو مدال نقره را از رقابت‌های جهانی کیک بوکسینگ که در یونان برگزار شده بودن به نام افغانستان رقم زدند. رضا حیدری یکی از جوانان ورزشکار ولایت بامیان در مسابقات بین‌المللی کیک بوکسینگ جنوب آسیا در هندوستان موفق به کسب مقام نایب قهرمانی این دوره مسابقات شده‌است، روح‌الله محمدی، در بخش مبارزه آزاد و دستگیر پنجشیری، در بخش دفاع شخصی مدال‌های طلا را به نام افغانستان ثبت کردند. مدال‌های نقره را، اجمل فراجی و دستگیر پنجشیری در بخش مبارزه به دست آوردند.
احمد سیر بهادر زاده قهرمان کیک بوکس در وزن ۸۳ کیلوگرام در اروپا می‌باشد. او در کشور هالند حیات بسر می‌برد. یکی از ورزکاران قهرمان افغانی می‌باشد.

## جودو
جودو یکی از ورزش‌های رسمی افغانستان بوده، پیشینه تاریخی دارد. ورزش جودو برای اولین بار در سال ۱۳۵۷ توسط استاد نیکزاد یک تن از استادان آکادمی پولیس از کشور آلمان به افغانستان آورده شد. این رشته ورزشی تا سال ۱۳۶۲ برای اشخاص نظامی کاربرد زیادی داشت. در سال ۱۳۶۲ فدراسیون ورزشی جودو در کمیته ملی المپیک افغانستان ثبت گردید. با به وجود آمدن انواع کاراته تکواندو ورزش جودو راه خود را به کندی می‌پیمود. فعلاً این ورزش دارای میدان ورزشی مخصوص می‌باشد. رئیس فدراسیون جودو ذکریا اسدی می‌باشد. با وجود مشکلات میدان، افغانستان توانست موفقیت‌های مزیدی را به‌دست آرد. بتاریخ ششم دسامبر ۲۰۱۲ م، مسابقات قهرمانی جدو در کشورهای جنوب آسیا در شهر داکه بنگله دیش تدویر شده که در جمع شش کشور اشتراک‌کننده، تیم ملی جودو افغانستان باکسب «شش مدال طلا و یک مدال نقره» مقام قهرمانی را به‌دست آورد. این رقابت هادر دو رده سنی نو نهالان و نوجوانان براه انداخته شده بود. این ورزش کاران از تیم ورزشی آشیانه بود. هم‌اکنون ۵۰۰ ورزشکار در مؤسسه آشیانه مشغول به ورزش هستند. جودو بازان مشهور افغانستان عبارتند از رحمت شاه مشکل، اجمل فیض زاده، محمد رضا عبداللهی، عبدالهادی حسینی، محمود شاه مشکل و فرهاد حضرتی می‌باشد. گروه از افغان‌ها مهاجر در ایران نیز تیم قوی جودو دارند ورزشکاران مشهور این باشگاه عبدالعظیم جعفری در وزن ۶۰ کیلو، علی‌رضا جعفری در ۶۶ کیلو، رحمان مرادی ۷۳ کیلو، مصطفی حسینی ۸۱ کیلو و اسدالله تاجیک در ۹۰ کیلو می‌باشد. غرض مطالعه بیشتر شخصی به نام مرحوم محمد شفیق اقرار کتابی تحت عنوان آموزش جودو قدم به قدم و وحیدالله حریفی کتابی را در مورد جودو در افغانستان به نشر رسانیده‌است.

## دوش
دوش یک پدیده طبیعی بوده یکجا با پیدایش جانداران وجود داشته‌است. مسابقات ورزش دوش از زمان سلطنت امان‌اله خان آغاز گردیده تا امروز ادامه دارد. به اساس گزارش کمیته المپیک افغانستان ورزش اتلانتیک در افغانستان قدامت ۶۰ ساله دارد. فعلاً در حدود ۳۰۰۰ ورزشکار (۲۵۰ تن آن طبقه اناث) در ۲۶ ولایت به این رشته می‌پردازند. ورزش دوش چندان میدان خاص کار ندارد، می‌توان در هرجا تمرین نمود. بدین لحاظ تیم‌های ورزشی دوش در شهر و ولایات وجود دارد. همه ساله مسابقات دوش ۱۰۰ متر ۲۰۰ متر ۵۰۰ متر۱۰۰۰ متر و ۲۰۰۰ متر بمناسبتهای مختلف در شهر کابل و ولایات براه انداخته می‌شود. در ۴ حمل سال ۱۳۹۱ مسابقات دوش ۲۰۰۰ متر به منظور جلوگیری از فساد اداری براه انداخته شد. اجمدشریف قهرمان و ایام الدین به مقام دوم این دوش گردیدند.
محمد کریم عزیزی معاون فدراسیون ورزش دوش می‌باشد. مسعود عزیزی، تهمینه کوهستانی و… از بازیکنان خوب این کشور می‌باشند.

## ورزش مردان آهنین
یکی از پرهیجانترین ورزش در جهان می‌باشد. مردان آهنین در مسابقات خود یک جسم را که که از ۱۰۰۰–۱۰۰۰۰۰کیلوباشد توسط دهن یا دست به محل دیگر انتقال می‌دهند. برای اولین بار از تاریخ ۲۱ الی ۲۵ حمل سال ۱۳۸۹ مسابقات انتخابی مردان آهنین یا قویترین مردان در کمیته ملی المپیک افغانستان با اشتراک ۵۰۰ ورزشکار از ۱۵ ولایت برگزار گردید. ورزش کاران قبل از ایجاد فدراسیون مردان آهنین به کشورهای خارج عزام می‌شدند. اکنون در داخل خاک تربیه می‌شوند.

## تای بوکسینگ
یکی از ورزش در افغانستان مروج شده‌است بوکس تایلندی یا موتای می‌باشد. این ورزش درین اواخر درشهر کابل مروج شده‌است. موی تای در زبان تایلندی معنای مشت‌زنی تایلندی می‌باشد؛ و به همین جهت تای بوکس نیز خوانده می‌شود. این رشتهٔ ورزشی دارای قدمتی بیش از ۲۰۰۰ سال در کشورهای تایلند، برمه، کامبوج و مالزی می‌باشد. موای تای ورزش ملی تایلند و یکی از مهم‌ترین سمبل‌های فرهنگی این کشور است. روز ۱۷ مارس در این کشور روز موای تای نامیده شده‌است. این ورزش نزدیک به بوکس و کیک بوکسینگ می‌باشد.
پیشینه موتای در افغانستان
در افغانستان در سال ۱۳۸۴ سبک ورزشی موای تای توسط یکنفر افغان به نام استاد امیر حسین حسینی بنیان‌گذاری گردید. موصوف یکی از مربیان مجرب ورزش‌های رزمی کشور بود. استاد حسینی در هجده مارس سال ۲۰۰۶ به همراه دو تن از دوستانش آقایان استاد قاسم حمیدی و سید هادی احمدی عازم تایلند شدند و نام افغانستان را در دفتر سازمان جهانی موای تای به ثبت رسانیدند و استاد سید روح‌الله حسینی از طرف سازمان جهانی موای تای به عنوان تنها نماینده تام‌الاختیار در افغانستان معرفی گردید.
نامبرده در اوایل سال ۱۳۸۵ فعالیت خود را برای پیشرفت و ترقی موای تای در افغانستان آغاز کرد. آن‌ها باوجود مشکلات اقتصادی و امنیتی توانستند فدراسیون این سبک ورزشی را در افغانستان به صورت مستقل ثبت و ثبت نمایند. بعد از ثبت و مستقل شدن این سبک ورزشی در کمیته ملی المپیک این این مربیان به جلب و جذب آموزش و پروش شاگردان پرداختند. در سه‌ماهه اول نزدیک به چهل تن از ورزش کاران شهر کابل از قوانین مربیگری و داوری و فنون فنی تای بوکسینگ آموزش دیدند. مربی این آموزش روح‌الله حسینی بود. درسه ماه دوم سمینارهای مربیگری و داوری و همایش‌ها و براه انداختن مسابقات به منظور انتخاب ورزش کاران در تیم ملی اعطای نمایندگی در ولایات، مصاحبه‌های تلویزیونی غرض پیشرفت تبلیغ مروج این فن توسط استاد امیرحسین حسینی صورت گرفت. امیرحسین فعلاً ریاست این فدراسیون را به عهده دارند.
فدراسیون تای بوکسینگ دارای یک تشکیلات و کادر کارآمد و قوی می‌باشد. فدراسیون متشکل از سی و چهار نفر از مربیان و ماهرین فعال کشور تشکیل شده‌است. فدراسیون موتای افغانستان دارای اساسنامه‌ای می‌باشد که از سه فصل و بیست و نه ماده تشکیل شده‌است. علاوه بر این روند تعداد افغان‌های خارج از وسیله دیگر استفاده نموده تعداد درین هنر لقب قهرمانی را کسب نمودند.
یما سعیدی جوان تای بوکسر و هفده سالهٔ افغان، در وزن ۶۹–۷۲ کیلو گرام می‌با شد که لقب پادشاه کیک بوکس را در میان ورزشکاران نامی اروپا از آن خود نموده‌است. مسابقات سراسری "بوکس" و "تای بوکس" که به سازماندهی انجمن ورزشی " گی ـ بی ـ آ " کشور آلمان (در ماه جون ۲۰۱۱ مطابق برج جوزای ۱۳۹۰) برگزار شده بود، ۴۰۰ قهرمان از سراسر اروپا، به شمول ورزشکاران افغان هر یک نور احمد سخی زاده بوکسر ورزیده، بکتاش سعیدی قهرمان تای بوکس و یما سعیدی جوان هفده ساله افغان مقیم اروپا غرض مسابقه شرکت نموده بودند. یما سعیدی پس از پیروزی‌های پی درپی، مسابقه نهایی را برای تصاحب مدال طلا و عنوان قهرمانی مسابقات در مقابل "ادوارت کونستان" آلمانی، قرار گرفت و مسابقه را از آن خود کرد. تیم ملی موتای افغانستان در دوازدهمین دور مسابقات جهانی ورزش رزمی موی تای از تاریخ ۲۰ تا ۲۷ ماه سپتمبر ۲۰۱۱ در شهر تاشکند ازبکستان اجرا شده بود شرکت نمود. این مسابقات با اشتراک تیم‌های ملی ۸۷ کشور برگزار شد. درین مسابقه ۱۵ افغان شرکت جستند. ازجمله نصیر هزاره در مقابل حریف هندی اش مدال برنز را بدسا آورد. منصور در مقابل حریف نیوزلندی مسابقه را از آن خود کرد. علی‌اکبر رضوانی در مقابل حریف آفریقای جنوبی خود قرار گرفته مسابقه را با گرفتن مدال برنز به نفع خود کرد.

## ورزش افغان‌ها بیرون از خاک افغانستان

### ورزش افغانهای مهاجر در ایران
حدود ۱٫۵ میلون افغان از سال‌های درازی است که در کشور ایران بود و باش دارند. جوانان افغان‌های مهاجر با وجود دوری از وطن و فشار توانسته‌اند باشگاه‌های ورزشی را سازند و مسابقات را با موفقیت‌های شایان اجرا نمایند. اتحادیه فرهنگی ورزشی مهاجرین افغانستان اداره‌کننده باشگاه‌های ورزش ایران اند که با سفارت افغانستان رابطه وهمکاری دارند. رئیس این اتحادیه مهندس محمد عارف سخی‌زاده‌ است. ورزشکاران مشهور اتحادیه مهاجرین عبارتند از جواد لگزایی قهرمان طلایی مهاجرین (جام فجر ایران)، روح‌الله نیکپا اولین قهرمان المپیکی تکواندو و ورزش افغانستان برنده دو مدال برنز از المپیک ۲۰۰۸ چین و ۲۰۱۲ لندن، نثار احمد بهاوی با کسب مدال نقره مسابقات جهانی تکواندو اولین قرمان جهانی ورزش افغانستان مدال نقره آسیایی را از مسابقات گوانگجو چین کسب نمود. لطف‌الله فاضل قهرمان نقره‌ای (جام فجر ایران) می‌باشد. علاوه بر این اتحادیه، شورای ورزشی مهاجرین، انجمن فرهنگی ورزشی افغانستان، کیوکوشین کاراته افغانستان، انجمن تکواندو افغانستان، انجمن ووشو افغانستان، انجمن تکواندو مهاجرین افغان، تکواندو هیانگ ITF افغانستان نیز درمیان مهاجرین ایران وجود دارد

### وضیعت ورزش افغانها در پاکستان
افغان‌های مقیم در پاکستان همیشه در تحت شرایط فشار زندگی نموده موقع نمی‌یافتند تا به هنر ورزش دسترسی یابند. در بعضی محلات افغان‌ها کلب‌های ورزشی را ایجاد نمودند. افغان‌های که در حال تحصیل یا در کمپ‌ها بودند توانستند بازی کرکت را در پاکستان فرا گیرند. پس از سال ۲۰۰۲ این بازی را در کشور بدون فشار آغاز نمودند و در مدت چند سال موفقیت‌های را نصیب خویش گردانیدند.

## کلب‌ها و کمیته‌های ورزش افغانستان در خارج و داخل خاک
دولتهای افغانستان به منظور انسجام تشویق ترغیب ورزشکاران کمیته ورزشی المپیک، کلوپ‌های ورزشی، کلب‌ها، تیم‌های ورزش، دانشگاه‌های ورزش را در چوکات معارف گنجانید تا طور سالم سرپرستی نماید. پس از سال ۲۰۰۱ افغان‌های مقیم خارج نیز با این ابتکارات همدست شده تیم‌ها و کمیته‌های ورزشی را در خارج کشور تأسیس نمودند تا از جونان که در خارج زیست می‌نمایند استفاده مؤثر صورت گیرد. کمینه‌های ورزشی در داخل خاک و بیرون که قرار ذیل‌اند.

### ریاست المپیک در افغانستان
در سال ۱۳۱۳ خورشیدی بر بنیاد هدایت محمد ظاهر شاه اسبق افغانستان انجمن ورزش در چارچوب اردو (وزارت حرب) ایجاد شد. این اداره در سال ۱۳۱۴ خورشیدی تحت اداره صدارت افغانستان به نام ریاست ورزش و حفظ الصحه مسما شد. بر اساس منشور کمیته بین‌المللی المپیک، افغانستان در سال ۱۹۳۴ میلادی، پنج رشته فعال ورزشی اش را مانند: (فوتبال، پهلوانی، هاکی، اتلتیک خفیفه و ثقیله) را به کمیته معرفی نمود. به تاریخ ۲۵ سرطان ۱۳۱۳ خورشیدی برابر با سال ۱۹۳۴ میلادی کمیته المپیک افغانستان در جمع خانواده المپیک بین‌المللی پیوست؛ و در سال ۱۳۱۵ خورشیدی مطابق ۱۹۳۶ میلادی ریاست ورزش و حفظ الصحه به نام کمیته ملی المپیک شناخته شد. در فرجام در سال ۱۳۶۲ خورشیدی به نام ریاست عمومی تربیت بدنی و سپورت و کمیته ملی المپیک ایجاد شد که مقرره آن از طریق وزارت عدلیه وقت در جریده رسمی شماره مسلسل ۶۳۶ سال ۱۳۶۶ به نشر رسیده‌است.
ورزشکاران افغان برای نخستین بار در رشته‌های هاکی و دوش ۱۰۰ متر در سال ۱۹۳۶ میلادی در یازدهمین د ور بازی‌های المپیک که در برلین آلمان برگزار گردید شرکت ورزیدند که ورزشکاران هاکی افغانستان به مقام سوم دست یافتند.
کسانیکه از سال ۱۳۱۴ خورشیدی تا حالا مسؤولیت رهبری ریاست عمومی تربیت بدنی و سپورت، کمیته ملی المپیک را داشته‌اند قرار ذیل اند: محمد یعقوب خان، شهزاده محمد یوسف، محمد فاروق سراج مشهور به سردار آغا، محمد کریم سراج، عبدالوحید اعتمادی، عبدالغفار حسنی، انجنیر نصیر احمد،....... محمد انور جگدلک،...... مطمئن، مولوی قلم الدین و محمد ظاهر اغبر به عهده گرفته‌اند.

### ساخت اولین استیدیم در افغانستان
در اواخر سال ۱۳۰۱ هجری خورشیدی نخستین استیدیم در ساحه باغ عمومی پغمان از سوی شاه امان‌الله پایه‌گذاری گردید که در ایام جشن استقلال رقابت‌ها و نمایش‌های ورزشی برگزار می‌گردید.
دومین ورزشگاه در ساحه چمن حضور کابل به نام غازی در سال ۱۳۰۹ خورشیدی در دوره سلطنت محمد نادر شاه بنا نهاده شد که تا امروز مرکز تجمع ورزشکاران و علاقمندان ورزش می‌باشد. در زمان ظاهر شاه در اکثر شهرهای بزرگ ورزشگاه‌ها ساخته شده‌است که تا اکنون سالم است. دولت افغانستان تصیم دارد تا در ۳۴ ولایت ورزشگاه‌های کرکت را بنا نماید. ورزشگاه‌های مشهور افغانستان عبارتند از:
1. استادیوم بین‌المللی کریکت غازی امان‌الله خان در ولایت غزنی
2. ورزشگاه کریکت شیرزی در جلال‌آباد (در دست ساخت)
3. بین‌المللی کریکت استادیوم قندهار در قندهار
4. ورزشگاه قندهار
5. استادیوم ملی کریکت کابل در شهر کابل
6. غازی استادیوم در شهر کابل
7. استادیوم هرات و جمنازیوم هرات
8. استادیوم ورزشی سینا شهر مزار شریف در زمان ظاهر خان اعمار گردیده. با وجودی که مزارشریف اولین شهر مشهور افغانستان است در عرصه سپورت کاری صورت نگرفته‌است.

### رایج‌سازی ورزش در معارف
امیر شیر علی خان در وسط سال ۱۲۴۹ هجری خورشیدی، در کنار دیگر اصلاحات اجتماعی و حکومتی، اساس معارف را به صورت عصری و اصولی مطابق به ایجابات وقت گذاشت. مکتب‌های حربی در جوار شیرپور و مکتب ملکی خوانین را در بالا حصار کابل را تأسیس نمود. ورزش در برنامه تعلیمی معارف گنجانیده شد؛ و در جمع معلمانی که برای تدریس دران زمان از خارج استخدام گردیده بود، یک مربی ورزشی به نام پرنیما از ترکیه نیز دعوت گردید تا ورزش‌های ژیمناستیک، قواعد نظام، انداخت گلوله و دسک را برای شاگردان تدریس نماید. همچنان خود امیر و صدراعظم او سید نور محمد شاه در ضمن بازدید از امتحان شاگردان، از جریان تمرینات ورزشی شان نیز دیدن می‌نمود؛ و به ورزشکاران ورزنده انعامات لازمه اهدا می‌کرد.
علاوتاً خارج از برنامه‌های ورزشی معارف پهلوانی و چوب بازی نیز رواج فوق‌العاده داشت که بعضاً رقابت‌ها در حضور داشت شخص امیر برگزار می‌گردید. پس از یک دوره رکود (جنگ جهانی دوم افغان – انگلیس) سر انجام در سال ۱۲۸۱ خورشیدی تعمیر مکتب حبیبیه و حربیه تأسیس شد و ورزش شامل نصاب تعلیمی معارف گردید. نخستین تیم ورزشی آن زمان " قلعه پروانه " بود که به رهنمایی استادان خارجی و اسیستانت‌های داخلی حرکات ژیمناستیک مانند: سیم دور، متوازی، نمایش‌ها ژیمناستیکی و… با نواختن موزیک، شلوار سیاه و بنیان سفید و بوت‌های کرمچی در جشن‌ها و روزهای ملی و عنعنه یی اجرا می‌گردید.
در اواخر عصر سراجیه در سال ۱۲۹۷ غلام محی الدین افغان مدیر دارالمعلمین و کلوپ جوانان در کابل، بازی فوتبال و تنیس را در مکتب حبیبیه رایج ساخت و هم‌زمان با آن در مکتب حربیه تیم ژیمناستیک، دوش، خیز مانع، بازیچه‌ها و امثال آن‌ها فعال گردید که شاگردان روزمره آن را اجرا می‌نمودند. علاوه بر خارج از برنامه تربیت بدنی معارف بازی گلف در میدان بگرامی صورت می‌گرفت. پهلوانی، چوب بازی و ضرب میل که متضمن حرکات منظم و تمرینات متواتر بود نیز از ورزش‌های معمول آن زمان به‌شمار می‌رفت.
به همین ترتیب با گذشت زمان در سرطان ۱۳۱۴ خورشیدی برنامه‌های اساسی ورزش در مکاتب مرکز از سوی وزارت معارف ترتیب و رقابت‌های ورزشی میان تیم‌های فوتبال، والیبال و هاکی به گونه رسمی برگزار گردید که مسؤولیت ریاست تربیت بدنی را در وزارت معارف نخست میا فاروق شاه خان و بعداً میر عبد الرشید بیغم به عهده داشت.

### نخستین مکتب سپورت
در سال ۱۳۱۷ خورشیدی در چهارچوب معارف مکتب سپورت ایجاد گردید که در آن از تمام مکاتب شهر شاگردان جذب می‌گردید و پس از دو سال تدریس به حیث استاد سپورت به تمام مکاتب معرفی می‌شدند که نخستین تعداد فارغان آن دوره را ۱۱ تن تشکیل می‌داد. مدیریت این مکتب را آقای عبدالرشید بیغم، شکور خان ولید، محسن خان و عبدالوحید اعتمادی به ترتیب به پیش بردند.
وزارت معارف در سال ۱۳۲۱ خورشیدی به تأسیس انجمن ورزشکاران افغان مبادرت ورزید که این اقدام شان یک قدم مؤثر در راه پیشبرد و تقویه ورزش به‌شمار می‌رود. در همین سال وسایل مقدماتی بازی ورزش سکی از طرف ریاست گرحندوی در تپه چوک ارغندی (کلپ سکی) اعمار و تمرین آن آغاز گردید.
در سال ۱۳۳۴ خورشیدی دو متخصص در رشته‌های مشت زنی و پهلوانی از آلمان غرب و جاپان وارد افغانستان گردیدند تا قوانین و مقررات بین‌المللی این دو ورزش را میان ورزش کاران افغان رایج سازند.
مکتب سپورت در سال ۱۳۳۹ خورشیدی به لیسه سپورت ارتقاء نمود و شاگردان آن تا صنف دوازدهم درس‌های شان را درین لیسه به پیش می‌بردند. درین دوره شاگردان این لیسه غرض تحصیلات عالی در رشته تربیت بدنی به خارج از کشور اعزام شدند و همچنان عده از مربیان خارجی در رشته‌های مختلف رسماً به افغانستان دعوت گردیدند.

### انستیتیوت تربیت بدنی
در سال ۱۳۵۲ خورشیدی جهت کیفیت هر چه بیشتر تحصیل، لیسه سپورت به انستیتیوت تربیت بدنی ارتقاء نمود که محصلین تا صنف چهاردهم به تحصیلات خویش بدین انستیتیوت ادامه می‌دادند. زیاده استادان آن را خارجی‌ها از کشورهای مختلف همراه با استادان داخلی تشکیل می‌داد. درین دوره محصلین از ساعت هشت صبح تا چهار بعد از ظهر با صرف طعام چاشت مصروف آموزش به گونه عملی و نظری بودند.
در همین دوره همه ساله رقابت‌های ورزشی در رشته‌های مختلف میان صنوف به نام اسپارتکیاد به راه انداخته می‌شد و در ختم به ورزشکاران ممتاز و تیم‌های قهرمان مدال‌ها، کپ‌ها و جوایز از طرف مقام‌ها اهدا می‌گردید.

### تأسیس دانشکده تربیت بدنی
در سال ۱۳۶۶ خورشیدی انستیتیوت تربیت بدنی به دوره لیسانس (دانشکده تربیت بدنی) در چهارچوب انستیتیوت پیداگوژی کابل و بعداً در سال ۱۳۷۴ خورشیدی شامل حلقه دانشگاه تعلیم و تربیه کابل گردید. درین دانشکده تا سال ۱۳۸۵ خورشیدی جمعاً به تعداد (۱۳) استاد به سویه‌های دکترا، ماستر و لیسانس مصروف تدریس مضامین زیر می‌باشند:

 تئوری تربیت بدنی، تاریخ تربیت بدنی؛ اداره و نظارت تربیت بدنی؛ روان‌شناسی ورزشی؛ میدان‌های ورزشی؛ طب ورزشی؛ کمک‌های اولیه؛ آناتومی و فیزیولوژی؛

مضامین اساسی: ژیمناستیک؛ اتلتیک خفیفه و آب‌بازی، ورزش‌های انفرادی، اجتماعی، بازی‌های فرهنگی و… به‌طور عملی و نظری؛

مضامین فرعی: تاریخ افغانستان، جامعه‌شناسی، روان‌شناسی، ثقافت اسلامی، اساسات تعلیم و تربیه و…

### ساخت جمنازیوم‌های ورزشی
در بهار ۱۳۴۱ خورشیدی نخستین جمنازیوم مدرن و مجلل در محله دانشگاه کابل واقع دامنه علی‌آباد برای پیشبرد تمرینات ورزشی محصلین دانشگاه کابل اعمار گردید. به همین ترتیب دومین جمنازیوم ورزشی در دانشگاه پل تکنیک کابل بنا یافت. و سپس یک جمنازیوم کوچک در مکرویان کهنه ساخته شد. یک کمنازیوم در لیسه استقلال ویک جمنازیوم در لیسه نجات ساخته شد.

### کمیته ورزش افغانها در اروپا
کمیته ورزشی افغان‌ها در اروپا(به انگلیسی: Afghan Euro Sport) یک نهاد ورزشی واجتماعی متکی بر اصل بی‌طرفی کامل در امور سیاسی مذهبی منطقه‌ای، نژادی و جنسی بوده ویک نهاد غیر وابسته، مستقل و دموکراتیک می‌باشد. این کمیته برای معرفی چهره‌های ورزشی افغان‌ها در سراسر اروپا فعالیت و مساعی خود را به خرج می‌دهد. چنانچه در ماه اکتبر سال ۲۰۱۰ غرض تثبیت تیم منتخب افغان‌ها در اروپا مسابقات فوتبال را درمیان از ۱۲۰نفر از ورزشکاران تیم‌های اروپائی براه انداخته شد در نتیجه ۲۱ نفر ازین ورزش کاران در تیم منتخب قبول شدند. این مسابقات در تحت اداره نعمت‌اله زمانی و محمد عالم سلیمان سابق عضو تیم فوتونا دوسلدورف آلمان انجام پذیرفت. این تیم تا اکنون چندین موفقیت را به‌دست آورده‌است.

### فدراسیون سپورت افغانستان (ASF)
فدراسیون سپورت افغانستا(به فارسی: Afghan Sports Federation)در سال ۱۹۹۸ در ایالات متحده آمریکا تأسیس گردیده و یک سازمان غیرانتفاعی می‌باشد. فدراسیون در میتروپولیتن واشینگتن دی سی فعالیت دارد. این سازمان توسط ورزشکاران فوتبال آماتور افغانی از سراسر دنیا به پیش برده می‌شود.
هدف: هدف این سازمان منسجم نمودن و تشویق نمودن افغان‌های زن و مرد است که علاقه به سپورت دارند. هدف دور این سازمان متحد ساختن افغان‌ها در دور یک تیم قوی فوتبال می‌باشد.

### برشنا اف سی(بهانگلیسی:Brishna FC)
برشنا اف سی توسط طاهر مشرقی در ماه ژوئیه سال ۱۹۹۴ تأسیس شده‌است. جوانان این سازمان دوماه پس از تأسیس به مقابله برخواستند. درین تورنمنت در سه بازی باخت داشت؛ ولی اداره با ورود و خروج موفقیت‌ها کار خود را با حوصله مندی به پیش برد. تا آنکه مدال طلا را کسب نمود.

### انجمن افغان کانادائی (CASA)
انجمن ورزشی کانادا افغان (انگلیسی| Canadian Afghan Sports Association) یک سازمان ثبت شده دولت کانادا غیرانتفاعی مستقر در شهرهای تورنتو، انتاریو می‌باشد.
کاسا به‌طور رسمی در سال ۲۰۰۸ توسط یک گروه از افراد پر انرژی افغانی تأسیس گردید. این انجمن تمرینات مختلفه ورزی را در سنین مختلف و جنس مختلف به منظور پیشرفت ورزش افغان‌ها براه انداخته‌است.
کاسا، می‌خواهد مانند بسیاری از جوامع دیگر جامعه افغان‌های مقیم کانادا را به صورت فعال در ورزش‌های مختلف سهیم سازند. هدف این سازمان سالم نگهداشتن جوانان و بزرگسالان افغانی که دور از وطن حیات بسر می‌برند می‌باشد. CASA می‌خواهد افغان‌های مقیم کانادا دارای تیم‌های قوی از قبیل فوتبال، والیبال، بسکتبال، شطرنج، بدمینتون، و غیره باشند. یکی از اهداف عمده این انجمن کمک به افغان‌های که دارای استعدادهای ورزش‌اند. تا آن‌ها این استعداد را تبارز داده نشان دهند که آن‌ها نیز وجود دارند.

### فیفا(FIFA

نقشه شش کانفدراسیون فوتبال جهان

فدراسیون بین‌المللی فوتبال (به فرانسوی: Fédération Internationale de Football Association) معروف به فیفا نهاد اداره‌کننده مسائل فوتبال در سطح جهان است.
محل استقرار این فدراسیون در زوریخ، سوئیس است و رئیس آن در حال حاضر سپ بلاتر سوئیسی می‌باشد. فیفا مسئول سازماندهی و نظارت بر اکثر تورنمنت‌های بین‌المللی فوتبال، مخصوصاً جام جهانی فوتبال است که از سال ۱۹۳۰ برگزار می‌شود. فیفا داری ۲۰۸ عضواست که ۱۶ عضو بیشتر از سازمان ملل و ۳ عضو بیشتر از کمیته بین‌المللی المپیک دارد ولی با این حال تعداد اعضای آن در مقایسه با فدراسیون بین‌المللی ورزشکاران ۵ عضو کمتر است. فیفا سازمانی است که تحت قوانین کشور سوییس تأسیس شده‌است و محل استقرار آن نیز در شهر زوریخ سوئیس است. کنگره فیفا بالاترین نهاد فیفاست، و ترکیبی است از نمایندگان فدراسیون‌های کشورهای عضو فیفا. کنگره در شرایط معمول نشست سالانه دارد اما این نشست در شرایط فوق‌العاده نیز بنا به درخواست سالی یکبار تشکیل می‌شود. تنها کنگره می‌تواند با تصویب قوانین در فیفا تغییرات به وجود آورد.
کنگره رئیس فیفا، دبیر کل و دیگر اعضای کمیته اجرایی فیفا را انتخاب کند. رئیس و دبیر کل جزء مقامات اصلی فیفا هستند که مسئولیت اداره امور جاری فیفا را به عهده دارند که این کار را با دبیر خانه کل که حدود ۲۸۰ عضو دارد انجام می‌دهند.
(لیست این کنفدراسیون‌ها با کمی استثنائات جغرافیایی در زیر آمده‌است)
- کنفدراسیون فوتبال آسیا (AFC) درامور آسیا و استرالیا
- کنفدراسیون فوتبال آفریقا (CAF)
- کنفدراسیون فوتبال آمریکای شمالی و مرکزی (CONCACAF)
- کنفدراسیون فوتبال آمریکای جنوبی (CONMEBOL)
- کنفدراسیون فوتبال اقیانوسیه (OFC)
- کنفدراسیون فوتبال اروپا (UEFA)

### فدراسیون فوتبال افغانستان
'فدراسیون فوتبال افغانستان'(به انگلیسی: Afghanistan Football Federation) نهاد اداره‌کننده فوتبال در افغانستان است. این نهاد در سال ۱۹۲۲ پایه‌گذاری شد. در سال ۱۹۴۸ عضویت فیفا را حاصل نمود؛ و اکنون عضو کنفدراسیون فوتبال آسیا است. وظیفه این فدراسیون انسجام باشگاه‌های ورزشی، براه انداختن رقابت‌ها و حفظ و ترقی دادن انواع فوتبال در کشور می‌باشد. در حال حاضر ریاست این نهاد بر عهده کریم کرام‌الدین می‌باشد.

### انجمن ورزشی آمریکا افغانستان
انجمن ورزشی آمریکا افغانستان (به انگلیسی: Afghan American Sports Association)یک سازمان غیرانتفاعی و بدون هیچ وابستگی سیاسی یا مذهبی می‌باشد. هدف این انجمن برای متحد کردن آمریکایی‌ها و افغان‌ها و ترویج ورزش آماتور در درون جامعه است. سازمان‌های ورزشی آمریکا افغانستان متعلق به یک گروه است که به رشد و توسعه از جوانان افغانی اختصاص داده شده‌است. سازمان تلاش دارد تا زنان و مردان جوان افغان با هم بتوانند در تناسب لاندام توسعه روحی و جسمی سهیم گردند. این سازمان می‌خواهد با براه انداختن مسابقات ورزشی وحدت میان جامعه افغانی و آمریکائی را تأمین دارد. انجمن ورزشی آمریکا افغانستان منابع را برای رشد جسمی و ذهنی را فراهم می‌کند. هرساله مسابقات را در شمال آمریکا براه می‌اندازد. تا جوانان افغانی بدین وسیله رشد نمایند.

### کلپ فوتبال افغان پریمیر

تیم فوتبال افغان پریمیر

کلپ فوتبال افغان پریمیر (به انگلیسی: Afghan Premier FC) یک کلپ انتفاعی می‌باشد. این کلپ در سال ۱۹۹۱ در شمال کالیفرنیا آمریکا توسط یک تعداد از جوانان فوتبالیست افغان آغاز به فعالیت نموده تا اکنون ادامه دارد. جوانان این کلپ بر اثر تلاش و کوشش توانستند موفقیت‌های بی‌شماری را حاصل نمایند. کلپ افغان پریمیر در ۱۹ تورنمنت شرکت داشته و حایز ۲۴ موفقیت‌های بی شایان شده‌است. رئیس و مربی کلپ موسی مجددی می‌باشد. این باشگاه موفق گردید تا کپ جام AFSO را در ماه مه سال ۲۰۱۲ و کپ جام فوتبال را در نوامبر ۲۰۱۲ از آن خود سازد. دو بازی کن این باشگاه آرش احمد هاتفی و فریدون شیوانی عضو تیم ملی افغانستان می‌باشد. آرش هاتفی کپتان تیم می‌باشد.

## افغان لیگ برتر
باشگاه افغان لیگ برتر در کابل بوده متشکل از هشت تیم در سراسر افغانستان می‌باشد؛ که تیم‌های مذکور عبارتند از میوند اتلان، عقابان هندوکش، سپاه اباسین، سپن غربازان، موج آمو، سیمرغ البرز، توفان هری رود، شاهین آسمایی می‌باشد مربی این باشگاه علی عسکر لعلی می‌باشد. این باشگاه از طرف کمپانی موبایل، کمپانی روشن، تلویزیون تلو، تلویزیون لمر و موج ایف ام الکوزی و آرمان کمک می‌شود.
افغانستان به دلیل نبود امنیت و افراد و استادان ماهر تا به امروز از داشتن امکانات ورزشی با کیفیت بین المللی محروم بوده است ، با این حال ورزش افغانستان رو به رشد هست و موفقیت های بسیاری کسب کرده است ورزش هایی مانند کاراته و بوکس و کریکت در افغانستان بسیار پرطرفدار است و این کشور در این ورزش ها خوش درخشیده است و افغانستان یک بار در دوره ۲۰ اوره کریکت قهرمان شد و چندین بار دیگر در مقام های سوم و چهارم و پنجم قرار گرفت و جزئی از ده کشور قدرتمند در زمینه کریکت هست

## ورزش های سنتی
ورزش های سنتی با عنوان ورزش های عنعنوی (واژه عربی به معنی سنتی و قدیمی) به ورزش های بومی و محلی و سنتی افغانستان گفته می‌شود. بزکشی، ورزش رزمی باتوران دود، انواع مختلف کشتی سنتی و محلی و موارد دیگر را شامل می‌شود.

## پیوند با ویکی‌پدیا انگلیسی
1. Buzkashi
2. Sport in Afghanistan
3. Afghan Sports Federation
4. Afghanistan national cricket team
5. ACC Twenty20 Cup تیم کرکیت افغانستان برنده سال۲۰۸۸-۲۰۰۹-۲۰۱۰ شد
6. 2012 ICC World Twenty20 در مورد کرکت افغانستان با کشورهای آسیائی
7. Afghanistan national women's cricket team تیم کرکت زنان افغانستان
8. Football in Afghanistan
9. Afghanistan national football team
10. Afghanistan women's national football team
11. Afghanistan national basketball team
12. Afghanistan Rugby Federation
13. Afghanistan Cricket Board

## پیوند خارجی
1. کمیته ورزشی افغانها در اروپا
2. فعالیت‌های ۱۰ سالهٔ کمیته ملی المپیک افغانستان